# Verschwörungstheorien zum 11. September 2001

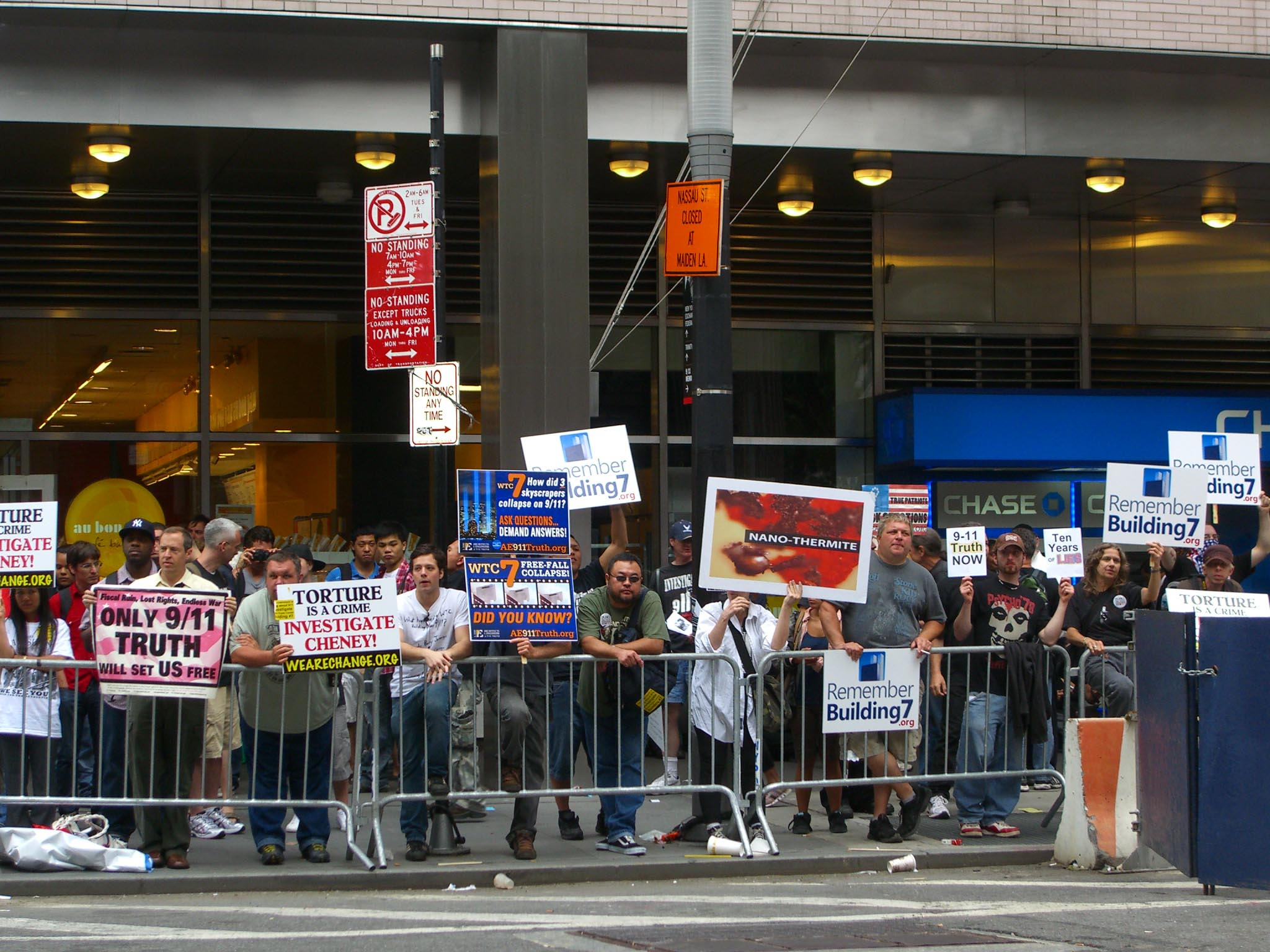
Parolen des 9/11-Truth-Movements, New York, 11. September 2011

Verschwörungstheorien zum 11. September 2001 (Datumskürzel: 9/11, daher auch 9/11-Verschwörungstheorien; englisch: 9/11 conspiracy theories, auch 9/11 denial) führen die Terroranschläge jenes Tages auf verdeckte, andere als die ermittelten Ursachen und Täter zurück. Sie behaupten meist, Mitglieder der Regierung der USA, besonders Geheimdienstmitarbeiter, Neokonservative, Juden oder mit diesen verbundene angebliche Geheimzirkel seien die wirklichen Täter, Auftraggeber, Planer und Nutznießer der Anschläge gewesen (inside job).
Die Vertreter solcher Ansichten bezeichnen diese oft als „offene Fragen“, „alternative Forschung“ oder „Suche nach der Wahrheit“. Die Ermittlungsergebnisse dagegen, wonach das Terrornetzwerk Al-Qaida die Anschläge plante und ausführte, bezeichnen sie als „offizielle“, unbewiesene und unglaubwürdige „Verschwörungstheorie“. Zensur oder Selbstzensur der westlichen Massenmedien verhindere, dass die eigentlichen Täter aufgedeckt würden.
Derartige Thesen zum 11. September 2001 werden vor allem im Internet verbreitet. Einige fanden laut Umfragen in manchen Staaten erhebliche Zustimmungsraten. Die wissenschaftliche Forschung weist sie als haltlos zurück und erklärt sie aus älteren Traditionen, sozialpsychologischen Faktoren und als Reaktion auf eine falsche Begründung des Irakkriegs 2003 durch die US-Regierung.

## Entwicklung

### Vereinigte Staaten
Verschwörungstheorien, tiefes Misstrauen in Regierungsapparate und Glauben an großangelegte Täuschungen waren lange vor dem 11. September 2001 Teil der Popkultur in den USA. Die Anschläge und der Umgang der Regierung damit verstärkten solche Massenstimmungen. Das Internet ermöglichte die rasche Verbreitung vieler neuer Verschwörungsthesen, die auf dem reichhaltigen Bildmaterial zum Ereignis aufbauen. Obwohl die Anschläge dem Patriotismus und dem einfachen Weltbild eines äußeren Feindes in den USA anfangs starken Auftrieb gaben, nahmen Zweifel und Skepsis seit dem Irakkrieg 2003 erneut zu. Bis Mai 2006 wurden etwa eine Million englischsprachige Webseiten zum Stichwort „9/11 conspiracy“ registriert, bis 2011 um die 7,85 Millionen Webseiten zum Stichwort „September 11 conspiracies“.
Seit dem Ereignis wurde bekannt, dass die US-Regierung zuvor oft vor Terroranschlägen in den USA gewarnt worden war, aber die Sicherheitsvorkehrungen nicht verstärkt hatte. Daher setzten die Opferangehörigen bis November 2002 eine 9/11-Kommission durch, die paritätisch mit Vertretern beider großer Parteien besetzt war. Deren Abschlussbericht vom Juli 2004 belegte die Vorwarnungen, fehlende Kommunikation zwischen Geheimdiensten und FBI und Untätigkeit der Regierung, aber kein absichtliches Zulassen und keine aktive Beteiligung an den Anschlägen. Trotzdem nahmen solche Theorien danach weiter zu. Das Verhalten der Regierung trug erheblich zum Misstrauen bei: US-Präsident George W. Bush wollte die Kommission anfangs verhindern, sich dann nicht allein befragen und nicht vereidigen lassen. Sein Stab verzögerte die Freigabe wichtiger Dokumente. Einige Regierungsmitglieder belogen die Kommission oder beantworteten deren Fragen nur ausweichend. Der Abschlussbericht enthielt Mängel und machte keine bestimmten Personen für das Behördenversagen am 11. September verantwortlich.
Bürger aller Schichten und Berufe, die die „offiziellen“ Erklärungen ablehnen, bildeten Gruppen, aus denen sich das dezentrale lose 9/11 Truth Movement zusammensetzt. Als Wortführer gelten Akademiker wie Michel Chossudovsky, Alexander K. Dewdney, Richard Gage, David Ray Griffin, Jim Hoffman, Steven Jones, Lyndon LaRouche, Michael C. Ruppert, Webster Tarpley und andere. Sie verbreiten ihre Thesen über Webseiten, Bücher, eigene Journale, Radiosendungen (etwa die von Alex Jones) und mit Medienmaterial erstellte Videobänder. Besonders erfolgreich war der Film Loose Change. Unter den Anhängern sind auch einige Opferangehörige, prominente Schauspieler, ehemalige Politiker und Rechtsextreme. Die Szene in den USA wird als „Verschwörungsindustrie“ mit eigenen Autoren, Verlegern, Medien, Werbung, Veranstaltern, Tourführern und Andenkenverkäufern beschrieben.
Die „alternativen“ Erklärungen sind vielfältig und widersprüchlich. Demgemäß bekämpfen sich einige Teilgruppen der Bewegung. So behaupten die Scholars for 9/11-Truth unter James H. Fetzer, auch Energiewaffenbeschuss durch Antisatellitenwaffen oder kleine Atombomben könnten die Gebäude des World Trade Center (WTC) zum Einsturz gebracht haben. Darum trennte sich der emeritierte Physiker Steven Jones von ihnen und gründete Scholars for 9/11-Truth and Justice. Unter ihnen sind relativ viele Human- und Geisteswissenschaftler, nur wenige Physiker und Ingenieure. Sie behaupten wie die Architects and Engineers for 9/11 Truth von Richard Gage eine „kontrollierte Sprengung“ der WTC-Gebäude. Die fachbezogenen Institutionen, Experten, Ingenieure und Konstrukteure in den USA weisen die Thesen aller dieser Gruppen als haltlos zurück.
Die Bush-Regierung hatte den geplanten Irakkrieg seit 2002 damit begründet, der Irak habe mit Al-Qaida-Terroristen zusammengearbeitet, besitze Massenvernichtungswaffen und bereite einen Angriff auf die USA damit vor. Nachdem diese Begründungen sich als falsch und irreführend herausgestellt hatten, hielten viele US-Bürger ihre Regierung der schlimmsten Verbrechen für fähig. Erhebliche Bevölkerungsanteile stimmten zeitweise bei Umfragen einzelnen 9/11-Verschwörungsthesen zu:
| Veranstalter                                                  | Datum                  | Frage bzw. Aussage | Ergebnis |
| ------------------------------------------------------------- | ---------------------- | --- | --- |
| Zogby/9/11 Truth.org                                          | 24.–26. August 2004    | Die US-Regierung wusste von um den 11. September geplanten Anschlägen und unterließ bewusst, zu handeln.                                                          | 49,3 % New York City 41 % Staat New York                                                                       |
| Zogby/9/11 Truth.org                                          | 24.–26. August 2004    | Eine neue Untersuchung der noch unbeantworteten Fragen ist notwendig.                                                                                             | 66 % New York City 56,2 % Staat New York                                                                       |
| Columbia Broadcasting System (CBS) / The New York Times (NYT) | Mai 2002               | Sagt die Bush-Regierung die ganze/meist die Wahrheit über ihre Vorkenntnis möglicher Terroranschläge, verbirgt sie etwas oder lügt sie?                           | Ganze Wahrheit: 25,1 % Verbirgt etwas: 60,8 % Lügt: 7,5 %                                                      |
| CBS                                                           | März 2004              | Sagt die Bush-Regierung die ganze/meist die Wahrheit über ihre Vorkenntnis möglicher Terroranschläge, verbirgt sie etwas oder lügt sie?                           | Ganze Wahrheit: 21,7 % Verbirgt etwas: 63,7 % Lügt: 11,5 %                                                     |
| Angus Reid Global Monitor/ NYT                                | 5.–8. Oktober 2006     | Sagt die Bush-Regierung die ganze/meist die Wahrheit über ihre Vorkenntnis möglicher Terroranschläge, verbirgt sie etwas oder lügt sie?                           | Ganze Wahrheit: 16 % Verbirgt etwas: 53 % Lügt: 28 %                                                           |
| Scripps Howard / Ohio University                              | 6.–24. Juli 2006       | Leute in der Regierung halfen entweder bei den Terroranschlägen mit oder taten nichts, sie aufzuhalten, weil sie im Mittleren Osten Krieg führen wollten.         | Sehr wahrscheinlich: 16 % Etwas wahrscheinlich: 20 % Unwahrscheinlich: 59 %                                    |
| Scripps Howard / Ohio University                              | 6.–24. Juli 2006       | Die Zwillingstürme des WTC stürzten mit Hilfe heimlich angebrachter Explosivstoffe ein.                                                                           | Sehr wahrscheinlich: 6 % Etwas wahrscheinlich: 10 % Unwahrscheinlich: 77 %                                     |
| Scripps Howard / Ohio University                              | 6.–24. Juli 2006       | Das Pentagon wurde nicht von einem entführten Flugzeug, sondern von einem von US-Militär abgefeuerten Marschflugkörper getroffen.                                 | Sehr wahrscheinlich: 6 % Etwas wahrscheinlich: 6 % Unwahrscheinlich: 80 %                                      |
| Scripps Howard / Ohio University                              | 22. September 2007     | Die Regierung erhielt spezifische Warnungen vor den Angriffen des 11. September, entschied sich aber, sie zu ignorieren.                                          | Sehr wahrscheinlich: 32 % Etwas wahrscheinlich: 29 % Unwahrscheinlich: 30 %                                    |
| Rasmussen Reports                                             | Mai 2007               | Wusste George W. Bush im Voraus über die Terroranschläge? | Demokraten: Ja 35 %, nein 39 %, unsicher 26 % Republikaner: Ja 13 %, nein 87 % Unabhängige: Ja 18 %, nein 57 % |
| Public Policy Polling                                         | 18.–21. September 2009 | Denken Sie, dass Präsident Bush die Anschläge vom 11. September absichtlich zu geschehen erlaubte, weil er die USA im Mittleren Osten Krieg führen lassen wollte? | Ja/Unsicher: Demokraten 37 % Unabhängige 17 % Republikaner 10 %                                                |
| Angus Reid                                                    | 9.–10. März 2010       | Der Einsturz des WTC war Ergebnis einer kontrollierten Sprengung.                                                                                                 | Glaubwürdig: 15 % Nicht glaubwürdig: 74 % Unsicher: 11 %                                                       |
| Angus Reid                                                    | 9.–10. März 2010       | Flug UA 93, der in Pennsylvania abstürzte, wurde abgeschossen. | Glaubwürdig: 15 % Nicht glaubwürdig: 62 % Unsicher: 22 %                                                       |
| Angus Reid                                                    | 9.–10. März 2010       | Kein Flugzeug schlug am 11. September in das Pentagon ein. | Glaubwürdig: 13 % Nicht glaubwürdig: 76 % Unsicher: 11 %                                                       |
| Angus Reid                                                    | 9.–10. März 2010       | Keine Flugzeuge schlugen in das WTC ein – die Fernsehbilder wurden verändert.                                                                                     | Glaubwürdig: 6 % Nicht glaubwürdig: 87 % Unsicher: 7 %                                                         |

Die US-Regierung versuchte, diese Entwicklung zu bremsen. Bush sagte am 10. November 2001 vor der UN-Vollversammlung: „Let us not tolerate outrageous conspiracy theories regarding the attacks of September the 11th; malicious lies that attempt to shift the blame away from the terrorists, themselves, away from the guilty.“ Vertreter solcher Theorien griffen das Zitat auf und wandten es gegen die Regierung. In seiner Antiterrorstrategie von 2005 nannte das US-Außenministerium „Subkulturen der Verschwörung und Falschinformation“ als eine Quelle des Terrorismus. Es gab eine Anleitung für Journalisten heraus, wie man Falschinformation erkenne. Eine Folgeseite dazu wies 2006 einige 9/11-Verschwörungsthesen zurück. Kommunikationswissenschaftler kritisierten dies als Versuch, das Denken der Bürger zu überwachen.

### Andere Staaten
In Frankreich behauptete Thierry Meyssan 2002 in seinem Bestseller L'Effroyable imposture, es sei kein Flugzeug in das Pentagon geflogen. Bei der von seinem Voltaire-Netzwerk ausgerichteten Konferenz Axis for Peace am 17. und 18. November 2005 in Brüssel trafen sich nach Eigenangaben etwa 150 Vertreter des 9/11-Truth-Movements aus 37 Ländern.
In Deutschland versuchten vor allem Mathias Bröckers, Gerhard Wisnewski und Andreas von Bülow mit Artikelserien, Büchern und Tagungen eine öffentliche Debatte zu erzeugen. Sie behaupteten 2003, ein „Schweigekartell“ deutscher Medien unterdrücke ihre Thesen.
Rezensenten stellten fehlende Belege und mangelhafte journalistische Standards in ihren Publikationen fest.
Nach einer Umfrage der Zeit vom Juli 2003 hielten 31 % der unter 30-jährigen befragten Deutschen einen Auftrag der US-Regierung für die Anschläge für möglich. Fast 90 % der im Dezember 2010 befragten Deutschen glaubten, die US-Regierung verschweige die „ganze Wahrheit“ darüber. Manche Vertreter der Montagsmahnwachen von 2014, die sich der Friedensbewegung zuordnen, griffen 9/11-Thesen auf, ebenso der AfD-Politiker Björn Höcke, der 2021 auf einer Pegida-Kundgebung die Anschläge als „Intrige des Deep State“ bezeichnete.
Bei einer Umfrage vom Juli/August 2008 unter 16.063 Personen aus 17 Staaten hielt eine absolute Mehrheit der Befragten in neun Staaten (Kenia, Nigeria, Deutschland, Frankreich, Vereinigtes Königreich, Russland, Italien, Taiwan, Südkorea), eine relative Mehrheit in weiteren vier Staaten (Ukraine, Palästinensische Autonomiegebiete, Türkei, Mexiko) al-Qaida für die Betreiber der Anschläge. 43 % der Befragten in Ägypten, 31 % in Jordanien und 19 % der Palästinenser hielten Israel für den Urheber. In der Volksrepublik China und in Indonesien erklärte eine absolute Mehrheit, sie wüssten es nicht. 36 % der befragten Türken, 30 % der Mexikaner, 27 % der Palästinenser und 23 % der Deutschen meinten, die US-Regierung stecke dahinter.
Durchschnitt 2008
Irans früherer Staatspräsident Mahmud Ahmadinedschad nannte die Anschläge im März 2010 eine „große Lüge“ und „komplexe Aktion der Geheimdienste“, die den USA als Vorwand für Invasionen im Antiterrorkrieg diene. Am 23. September 2010 behauptete er vor der UNO, die meisten US-Amerikaner und Bevölkerungen anderer Staaten glaubten, die Terroranschläge seien von einigen Teilen der US-Regierung für politische Vorteile „orchestriert“ worden. Daher sei eine unabhängige Untersuchung der Ereignisse erforderlich. Darauf zogen viele Staatsvertreter aus Protest aus dem Plenum aus. Auch frühere Staatsoberhäupter wie Francesco Cossiga, Hugo Chávez, Fidel Castro und der damals amtierende malaysische Premier Mahathir bin Mohamad vertraten öffentlich 9/11-Verschwörungstheorien.

## Hauptthesen

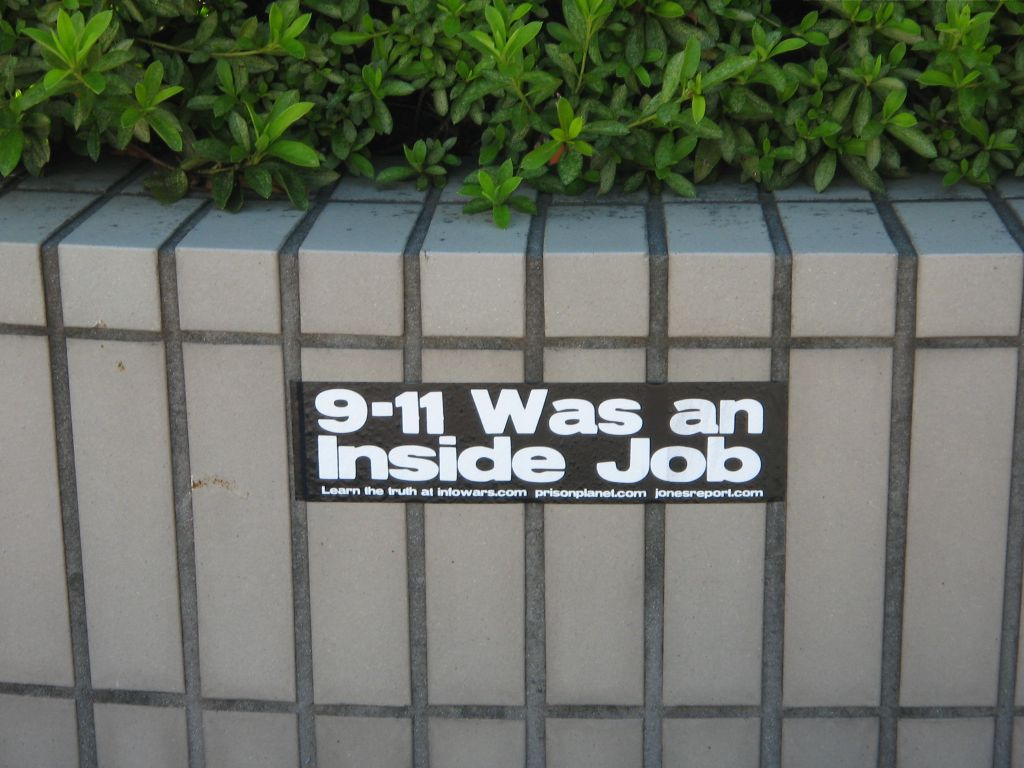
Aufkleber mit Hauptparole

Die Parole 9/11 was an inside job („Der 11. September war eine Auftragsarbeit von innen“) drückt einen breiten Konsens im 9/11-Truth-Movement aus: Angehörige der US-Regierung hätten die Anschläge auf irgendeine Weise planvoll herbeigeführt oder vorhergesehen und absichtlich nicht verhindert. Das begründen die Anhänger stets mit dem Argument des Cui bono: Wem die Anschläge nützten, der müsse sie verursacht haben. Weil die US-Regierung an breiter Zustimmung zu ihrem Antiterrorkrieg und ihrer Einschränkung von Bürgerrechten interessiert war und diese Zustimmung wegen der Anschläge erhielt, müsse sie selber darin verwickelt gewesen sein.
Meist wird ein kleiner Kreis eingeweihter Verschwörer innerhalb der US-Regierung als „wahre“ Täter behauptet. Als Auftraggeber und Planer gelten oft die Neokonservativen, als Ausführende gelten Mitarbeiter von Geheimdiensten. Oft werden bestimmte Personen jüdischer Herkunft unter den „Neocons“ genannt und als Verbündete des Staates Israel beschrieben. Israel gilt ebenfalls als Nutznießer der Anschläge und wird gemäß dem cui bono als deren Urheber verdächtigt oder angeklagt. Diejenigen, die Täter außerhalb der USA (meist Juden) als Drahtzieher behaupten, bezeichnen die Anschläge daher als outside job (von außen gelenkte Tat). In der Tradition des Antisemitismus unterstellen sie Juden dabei ein Hegemoniestreben, ökonomische und mediale Übermacht und Kontrolle der US-Regierung. Andere behaupten, Saudi-Arabiens Regierung habe die Anschläge mit Wissen der US-Geheimdienste geplant; die US-Regierung halte dies geheim. Die These fand durch die langjährige Zensur einiger Seiten eines 9/11-Untersuchungsberichts Nahrung.
Es gibt zwei Hauptvarianten der inside-job-Thesen: Man unterstellt der US-Regierung, sie habe die Pläne al-Qaidas für diese Anschläge vorher gekannt und sie absichtlich geschehen lassen (englisch: let it happen on purpose, abgekürzt: LIHOP), oder, sie habe sie selbst geplant und ausgeführt (made it happen on purpose: MIHOP). LIHOP-Vertreter halten ein absichtliches, kriminelles Zulassen von Verbrechen am eigenen Volk für wahrscheinlicher als ein Versagen der zuständigen Sicherheitsbehörden. Sie lehnen den Verweis auf deren mangelnde und falsche Vorbereitung auf die Anschläge als „Inkompetenz-“, „Zufalls-“ oder „Überraschungstheorie“ ab. Für MIHOP-Vertreter hat die US-Regierung die Anschläge nicht nur für ihre Interessen ausgenutzt, sondern selbst durchgeführt, um längst bestehende Kriegs- und Eroberungspläne durchzusetzen. Viele Einzelthesen lassen sich beiden Varianten zuordnen. Ihre Vertreter bezeichnen die Anschläge auch als Operation oder Angriff unter „falscher Flagge“, bei dem die „wahren“ (passiven oder aktiven) Täter die Anschläge als Tat al-Qaidas getarnt hätten.

## Von der Regierung zugelassen (LIHOP)

### Verhalten des Präsidenten
US-Präsident George W. Bush sagte am 4. Dezember 2001, er habe den ersten Flugzeugeinschlag in das WTC im Fernsehen gesehen und an den Unfall eines Piloten geglaubt, kurz bevor er vom zweiten Einschlag erfuhr. Da kein Fernsehsender den ersten Einschlag in das WTC übertragen hatte, wurde Bushs Aussage als Beweis seiner Komplizenschaft gedeutet: Er müsse besondere, nichtöffentliche Bilder davon erhalten, also vorher davon gewusst haben. Jedoch waren 73 % der Teilnehmer einer Erinnerungsstudie zum 11. September überzeugt, sie hätten den ersten Einschlag im Fernsehen gesehen. Bush kann sich ebenso falsch erinnert haben.
Bush erfuhr am 11. September kurz nach 9:03 Uhr bei einer Schulstunde in Sarasota (Florida) vom zweiten Anschlag auf das WTC. Er blieb noch sieben Minuten lang dort ruhig sitzen und hörte Schülern zu, die eine Kindergeschichte vortrugen. Michael Moore zeigte die Szene 2004 in seinem Film Fahrenheit 9/11 als Beleg für Bushs Inkompetenz. LIHOP-Vertreter deuten die Szene als Beleg dafür, dass Bush offenbar keine Gefahr für sein Land sah und absichtlich nichts tat, um die Anschläge zu verhindern.

### Verbindungen Bushs zur Bin-Laden-Familie
Eine weitere LIHOP-These lautet, Bush habe Osama bin Ladens Terrorpläne wegen seiner langjährigen Beziehungen zur Familie Bin Laden gekannt, aber nicht beachtet und absichtlich nicht verfolgt. Vertreter dieser These verweisen auf ein Treffen von Bushs Vater George H. W. Bush mit Shafik bin Laden, einem Bruder Osamas, am Morgen des 11. Septembers, bei einer Konferenz der Carlyle Group. Sie verweisen ferner auf einen Sonderflug aus den USA, den die US-Regierung Mitgliedern der Bin-Laden-Familie noch während des damaligen Flugverbots ohne vorheriges Verhör gewährt habe, sowie auf eine hohe Investition der Firma Saudi Binladin im Jahr 1978 in die Ölfirma Arbusto der Bush-Familie. Deren Vertreter in den USA, James R. Bath, geriet 1987 in einem anderen Fall unter Verdacht auf Terrorfinanzierung und Geldwäsche. Er soll auch Bushs erste Kandidatur (1995) zum Gouverneur von Texas finanziert haben. Bushs Vater soll nach seiner Präsidentschaft (ab 1993) die Binladin Group in Saudi-Arabien zweimal besucht haben.
Als Belege genannte Berichte ordneten die Bezüge jedoch anders ein: So besuchten Bushs Vater und Osamas Bruder am 11. September zwar dieselbe Konferenz, aber ohne direktes Treffen, als zwei von 500 Anteilseignern der Carlyle Group. Bush verließ die Konferenz noch vor dem Frühstück, als die übrigen die Anschläge beobachteten. Die Binladin Group stieg im Oktober 2001 aus Carlyle aus. Deren Aktien stiegen erst danach infolge des Antiterrorkriegs. Der Sonderflug für Bin-Laden-Angehörige fand erst am 20. September 2001 statt, als das Flugverbot aufgehoben worden war. Die Erlaubnis gab der Antiterrorexperte Richard Clarke, ein Gegner Bushs, nachdem er sich von der Unverdächtigkeit der fraglichen Personen überzeugt hatte. Für die angebliche Investition der Binladin Group in Bushs frühere Ölfirma wurden nie Belege gefunden. Laut Bath investierte er mit seinem Eigenkapital in sie; kein Bin-Laden-Angehöriger habe Bush je getroffen. Ein früherer Firmenpartner von Bath hatte später einen Auftrag Bin Ladens für die Investition behauptet, um Bath zu schaden.

### Vorwarnungen
Die US-Regierung war seit Jahren vor dem 11. September vor Anschlägen der al-Qaida gewarnt worden, auch vor möglichen Flugzeugentführungen und Selbstmordanschlägen in den USA. Zudem hatte sie Hinweise auf eingereiste al-Qaida-Mitglieder erhalten, etwa in einem Tagesbericht für Bush vom 6. August 2001. Die Joint Inquiry und die 9/11-Kommission untersuchten, warum diese Warnungen nicht effektiv beachtet und die Anschläge nicht verhindert wurden. Letztere führte das Versagen der US-Behörden auf „fehlende Vorstellungskraft“ zum „Verbinden der Punkte“ (Einzeldetails) zurück. Diese Erklärung blieb in der Geschichtswissenschaft umstritten.
Whistleblower wie die FBI-Beamtin Coleen Rowley, die Übersetzerin Sibel Edmonds, Staatsanwalt und Mitglied der 9/11-Kommission John Farmer und andere deckten Versuche von US-Behörden auf, ihr Versagen beim 11. September zu vertuschen. LIHOP-Vertreter folgern daraus, die US-Regierung habe die Anschlagspläne vorher gekannt, Vorwarnungen absichtlich unterdrückt und Gegenmaßnahmen verhindert.
Andere folgern die LIHOP-These aus Medienberichten vor und nach den Anschlägen über Vorwarnungen an Regierungsmitglieder. So hatte das FBI Generalbundesanwalt John Ashcroft am 26. Juli 2001 geraten, keine Linienflüge mehr zu benutzen; andere hochrangige Regierungsmitglieder sollen für den 11. September 2001 gebuchte Linienflüge wegen einer solchen Warnung kurzfristig abgesagt haben. Verteidigungsminister Donald Rumsfeld hatte am 11. September bei einem Treffen im Pentagon gesagt, es werde irgendwann neue überraschende Vorfälle (incidents) in den USA geben, auf die sich die militärische Verteidigung einstellen müsse. Wenig später erfuhr er von den Anschlägen auf das WTC und verließ das Treffen. Kurz darauf erfolgte der Anschlag auf das Pentagon. Einige deuten verschiedene Versionen dieser Aussage als Vorhersage und legen so Rumsfelds Vorherwissen oder Beteiligung an den Anschlägen nahe.
2012 berichtete der Journalist Kurt Eichenwald über die inzwischen bekannten Vorwarnungen der Central Intelligence Agency (CIA) an Bush vor den Anschlägen. Juraprofessor Paul Campos kommentierte: Nun sei klar, dass die CIA viele Schlüsseldetails des Al-Qaida-Plans entdeckt und oft vergeblich Gegenaktionen der Regierung verlangt hatte. Führende Geheimdienstler hätten erwogen, zu kündigen, um nicht für künftige Anschläge verantwortlich gemacht zu werden. Die Regierung habe nur den Tagesbericht vom 6. August 2001 veröffentlicht und so den irreführenden Eindruck erweckt, sie habe nur eine vage unspezifische Warnung erhalten. Falls Eichenwald richtig liege, habe Bush genug erfahren, um die Anschläge aufhalten zu können. Doch aus irgendeinem Grund hätten er und seine Berater entschieden, diese Warnungen zu ignorieren. Das seien nur die bekannten Fakten. Erst wenn man über unbekannte Motive spekuliere, betrete man das Feld von Verschwörungstheorien: etwa, dass bestimmten Neokonservativen das Versagen gelegen kam, um ihre geplante Irakinvasion zu starten; dass sie dann die Aufmerksamkeit auf absurde Verschwörungsthesen lenkten, um von ihrer realen Verschwörung abzulenken. So habe Bushs Sprecher Ari Fleischer Eichenwald als „Truther“ denunziert.

### Zurückgehaltene Luftabwehr
Nach einer verbreiteten LIHOP-These verhinderten Regierungsmitglieder, dass Abfangjäger rechtzeitig aufsteigen und die entführten Flugzeuge abfangen konnten. Mark Elsis (StandDown.net) folgerte, nur ein Befehl an die US-Luftwaffe, am 11. September am Boden zu bleiben, könne den Ereignisverlauf erklären.
Als Anhaltspunkt wird oft auf die Frist zwischen dem Kontaktverlust mit American-Airlines-Flug 11 (8:14 Uhr) und dem Absturz von United-Airlines-Flug 93 (10:03 Uhr) hingewiesen und gefolgert: Diese Zeit hätte zum Abfangen zumindest einiger der vier entführten Flüge genügen müssen. Nach dem Standardverfahren des North American Aerospace Defense Command (NORAD) hätten Fluglotsen irreguläres Flugverhalten wie Kursabweichung und Kontaktverlust sofort gemeldet. In wenigen Minuten hätten Abfangjäger dieses Flugzeug erreicht. Dazu wird eine Aussage des NORAD-General Ralph E. Eberhart angeführt, die sich jedoch nur auf das nach dem 11. September beschleunigte Verfahren bezog. Unerklärlich sei, dass kein Abfangjäger von der Andrews Air Force Base aufstieg und keine Abfangrakete gestartet wurde, um das Pentagon vor dem Flugzeug zu schützen. Genügend Kampfflieger seien am 11. September startbereit und in Reichweite der entführten Flüge gewesen. Ständige Flugpatrouillen entlang der Atlantikküste hätten direkt abgerufen werden können. Stattdessen seien zwei zu weit entfernte Kampfflieger nach Washington, D.C. gerufen worden. Zudem seien sie nur mit etwa einem Viertel ihrer Höchstgeschwindigkeit dorthin geflogen. Mit der neuen Pentagondirektive vom 1. Juni 2001, wonach nur der Verteidigungsminister den Start von Abfangjägern zum Verfolgen entführter Flugzeuge erlauben durfte, habe Amtsinhaber Donald Rumsfeld ältere Standardverfahren aufgehoben und so direkte Gegenmaßnahmen verhindert. Bis dahin habe NORAD etwa zweimal pro Woche Abfangjäger aufsteigen lassen, um vom Kurs abgekommene Flugzeuge zu verfolgen, danach keinmal mehr. Transportminister Norman Mineta habe am 11. September einen standdown-Befehl von Vizepräsident Dick Cheney gehört und diesen vor der 9/11-Kommission bezeugt. Er habe damals nur nicht gewusst, was befohlen worden war. Da Cheney den Befehl nach Minetas Aussage etwa 9:20 Uhr erteilte, könne er sich nur auf den Flug AA 77 bezogen und dessen Abschuss verboten haben. Minetas Aussage widerspreche den Angaben der 9/11-Kommission, wonach Cheney zwischen 10:10 und 10:15 Uhr einen Abschussbefehl gab.
Einige Behördenvertreter machten anfangs falsche Angaben zum Zeitpunkt, ab wann die Flugzeugentführung ihnen gemeldet wurde. Andere machten Falschaussagen dazu, um verspätete Reaktionen zu bemänteln. Berichte bestätigten nur vier startbereite Jets im Nordostsektor der USA. Auch die Pentagondirektive von 1997 hatte die Erlaubnis des Verteidigungsministers für den Start von Abfangjägern verlangt. 2001 galt das Verfahren zum raschen Abfangen nur für von Übersee kommende Flüge mit irregulärem Verhalten. Zudem oblag deren Meldung dem Ermessen der zuständigen Fluglotsen der Federal Aviation Administration (FAA). Weil Transponder und Radiosignale öfter ausfielen, alarmierten sie NORAD nicht sofort. Ein automatisches elektronisches Meldeverfahren war damals nicht eingerichtet. Beim Verdacht einer Flugzeugentführung mussten sie zunächst Kontakt zum Cockpit suchen, dann ihre Vorgesetzten, diese das FAA-Hauptquartier, dieses das National Military Command Center (NMCC) verständigen. Dieses musste die Erlaubnis des Verteidigungsministers für eine Eskorte einholen, die dann einem nahegelegenen Luftwaffenstützpunkt übermittelt wurde. Erst dann wären Kampfjets aufgestiegen, jedoch nur, um das Flugzeug zu begleiten und im Notfall zum Landen aufzufordern. Mit der Benutzung entführter Flugzeuge für Selbstmordanschläge rechnete man nicht. Einen Abschuss durfte nur der Präsident befehlen. Die vorgesehene Befehlskette war viel zu langwierig, um diesen den Piloten rechtzeitig zu übermitteln. Zudem funktionierte sie an jenem Tag nicht: Bush, Rumsfeld und das NMCC waren nicht an Entscheidungen über Abfangjäger beteiligt.
NEADS, der Nordostsektor von NORAD, erfuhr erst um 8:37 Uhr vom entführten Flug AA 11. Zwei Kampfjets starteten um 8:46 Uhr ohne Zielangaben. Zum selben Zeitpunkt schlug das erste Flugzeug bereits in den Nordturm (WTC 1) ein. Sie erreichten New York erst sieben Minuten nach dem zweiten Einschlag (9:03 Uhr). Sie wären auch bei Höchstgeschwindigkeit zu spät gekommen und hätten die Einschläge ohne Abschussbefehl ebenso wenig verhindern können wie nähere, nicht gestartete Kampfjets. Zwei um 9:24 Uhr nach Washington DC gerufene Kampfjets suchten das falsche, bereits eingeschlagene Flugzeug. Sie flogen bis 9:36 Uhr (weniger als zwei Minuten vor dem Einschlag im Pentagon) in die falsche Richtung. Vom vierten entführten Flug erfuhr NEADS erst um 10:07 Uhr, vier Minuten nach dessen Absturz. Einen Abschussbefehl für UA 93 erteilte Cheney frühestens um 10:10 Uhr. NORAD erhielt ihn erst um 10:31 Uhr. Er wurde den Piloten nicht übermittelt. Dieser Verlauf wird als Konglomerat schwerer Irrtümer und systemischer Verfahrensmängel gedeutet.
2006 bezeugten die beiden Vorsitzenden der 9/11-Kommission, dass einige FAA- und NORAD-Zeugen falsche und unwahre Angaben zum Zeitablauf der Geschehnisse von 11. September gemacht hatten. Das habe das Misstrauen der Opferfamilien verstärkt und dazu geführt, dass sie sich 9/11-Verschwörungstheoretikern annäherten.

### Militärmanöver als Tarnung
NORAD führte kurz vor und am 11. September planmäßig mehrere jährliche Manöver durch, um die Abwehr eines feindlichen Luftangriffs von außen zu testen. Als NORAD-Mitarbeiter von einem entführten Passagierflugzeug erfuhren, fragten sie nach, ob dies real sei oder zur Übung gehöre. Vertreter der LIHOP-These deuten die Manöver mit Hinweis auf solche Berichte als absichtliche Tarnung der Flugzeugentführungen.
Der 9/11-Kommissionsbericht erwähnt das Manöver Vigilant Guardian und kommt zu dem Schluss, es habe die Reaktionen auf die Flugzeugentführungen allenfalls um Sekunden verzögert. Zugleich sei zuständiges Personal eben wegen des Manövers rechtzeitig vor Ort gewesen. Die Flugkontrolleure von FAA und NORAD konnten die entführten Maschinen nicht rechtzeitig orten, weil die Entführer die Transponder- und Radiosignale abgeschaltet hatten, sich die primären Radarsignale unter etwa 4500 identischen Signalen von fliegenden Objekten befanden und die militärische Verteidigung auf Angriffe aus dem Ausland ausgerichtet war.

### Insiderhandel
Nach einer verbreiteten Verschwörungsthese sollen Regierungsangehörige angebliches Vorherwissen von den Anschlägen für Insiderhandel mit Verkaufsoptionen ausgenutzt haben. So berief sich etwa Michael Ruppert auf Medienberichte über Handel mit Aktien der Fluggesellschaften American Airlines und United Airlines in den Tagen vor dem 11. September und behauptete, sie verwiesen unter anderen auf den CIA-Exekutivdirektor Alvin Bernard Krongard.
Ermittler des FBI, die US-Börsenaufsicht und Behörden vieler weiterer Staaten überprüften die Finanztransaktionen bei Firmen, deren Aktien nach den Anschlägen stark an Wert verloren hatten, als mögliche Spur zu al-Qaida-Mitgliedern. Die jahrelange Überprüfung ergab keine Transaktionen, die sich auf Vorherwissen zurückführen ließen. Die hohen Aktienverkäufe bei American Airlines folgten auf einen Empfehlungsbrief von Analysten vom 9. September 2001, die den Negativtrend des Aktienwerts über Monate beobachtet hatten. Ein einziger Investor hatte 95 % seiner United-Airlines-Aktien verkauft und mit dem Erlös American-Airlines-Aktien aufgekauft, die ihrerseits durch die Anschläge am 11. September stark an Wert verloren. Er hatte keine Verbindung zu Regierungen oder al-Qaida.

## Von der Regierung veranlasst (MIHOP)

### Operation Northwoods
Als Indizien für einen False-Flag-Angriff zählen MIHOP-Vertreter oft historische Beispiele für Staatsterrorismus und verdeckte Aktionen der USA auf, etwa die Invasion in der Schweinebucht (1961), den Tonkin-Zwischenfall (1964), die Watergate-Affäre (1972–1974), die Iran-Contra-Affäre (1986) und andere. Besonders oft verweisen sie auf den Pentagonplan Operation Northwoods von 1962. Er sah vor, mit vorgetäuschten Terrorangriffen, darunter dem Abschuss eines Passagierflugzeugs, einen Vorwand zur Invasion Kubas zu schaffen. Der damalige Präsident John F. Kennedy hatte die Ausführung jedoch strikt verboten. Die US-Regierung gab das Dokument 1998 zur Veröffentlichung frei; seit April 2001 stand es vollständig im Internet. Diese These stützt sich also auf ein Regierungsdokument, das das Verbot des Plans belegt und vor den Anschlägen bekanntgegeben wurde.

### Neokonservative als Planer
Autoren, die keine 9/11-Verschwörungsthesen vertreten, beschrieben geostrategische und ökonomische Interessen der USA der 1990er Jahre wie die Seidenstraßenstrategie und die seit 1998 angestrebte Pipeline für kaspisches Erdöl durch Afghanistan als Hintergründe des Antiterrorkrieges. Die Bush-Regierung habe den 11. September als willkommenen Anlass genutzt, die militärische Kontrolle über diese Region zu erlangen.
MIHOP-Vertreter behaupten, die US-Regierung habe die Anschläge selbst inszeniert, um ihre Kriegs- und Eroberungspläne umsetzen zu können. Oft verweisen sie auf das Strategiepapier Rebuilding Americas Defenses der neokonservativen Denkfabrik Project for the New American Century (PNAC) von 2000. Es riet dazu, die Überlegenheit der USA nach dem Kollaps des Ostblocks für deren weltweite Hegemonie zu nutzen und ihr Militärbudget etwa für neue Raketenabwehrsysteme deutlich aufzustocken. Die dazu nötige innen- und außenpolitische Transformation werde wahrscheinlich langwierig sein, es sei denn „ein katastrophales und beschleunigendes Ereignis – wie etwa eines neuen Pearl Harbor“ – trete ein. MIHOP-Vertreter deuten diese Randnotiz als Beweis eines Anschlagsplans, auch weil viele Mitglieder des PNAC unter Bush hohe Regierungsämter erhielten und ihre zuvor proklamierten Ziele nach dem 11. September umsetzten. Damit vertreten sie indirekt auch Verschwörungstheorien zum Angriff auf Pearl Harbor von 1941, wonach die damalige US-Regierung diesen selbst eingefädelt oder zugelassen habe, um ihre Bevölkerung für den Eintritt in den Zweiten Weltkrieg zu gewinnen. Nach dem amerikanischen Politikwissenschaftler John McAdams ist die Aussage, ein „katastrophales und beschleunigendes Ereignis“ würde die Lage grundlegend ändern, aber noch lange kein Beleg für ein Insider-Vorwissen, dazu sei sie zu unspezifisch.
Oft wurden bestimmte Neokonservative als Planer, Initiatoren und Beteiligte der Anschläge verdächtigt, etwa Donald Rumsfeld, sein Chefberater Richard Perle, der Bioterrorexperte Jerome Hauer, der Nahostexperten und spätere US-Botschafter in Afghanistan und Irak Zalmay Khalilzad, der Luftwaffengeneral Michael V. Hayden, der frühere Außenminister Henry Kissinger, der frühere Sicherheitsberater Zbigniew Brzeziński, Vizepräsident Dick Cheney, Rumsfelds Stellvertreter Paul Wolfowitz und der Stabdirektor der 9/11-Kommission Philip Zelikow.
Neokonservative planten schon seit 1992 den Sturz des irakischen Diktators Saddam Hussein und weitere Aufrüstung des US-Militärs und veröffentlichten diese Pläne schon 1998. Die Bemerkung zum „neuen Pearl Harbor“ bezog sich nicht auf eine Militärintervention mit Bodentruppen, die die US-Regierung nach den Anschlägen beschloss. Laut dem Historiker Jonathan Charles Douglas Clark folgte die Antiterrorpolitik der Bush-Regierung aus der lange vor dem 11. September bestehenden neokonservativen Ideologie, deren Vertreter die Situation nutzten, um ihre Pläne als die einzig mögliche Antwort auf die Anschläge auszugeben.

### Juden als Drahtzieher
Am 17. September 2001 behauptete der Fernsehsender Al-Manar der schiitischen Hisbollah: 4.000 Juden seien am 11. September nicht zur Arbeit im WTC erschienen. Israels Inlandsgeheimdienst Shabak habe sie davor gewarnt und Israels Ministerpräsidenten Ariel Scharon am Besuch New Yorks gehindert. Das FBI habe (so die israelische Zeitung Haaretz) fünf Israelis vier Stunden nach den Anschlägen wegen „merkwürdigen Verhaltens“ festgenommen, weil sie die getroffenen Gebäude gefilmt und dabei Freudenrufe ausgestoßen haben sollten. Eine israelische Firma für Übertragungstechnik habe ihre Mitarbeiter in New York und das FBI zwei Stunden vor den Anschlägen davor gewarnt. Mit Telekommunikation seien Israelis mit allen Abhöreinrichtungen der US-Regierung verbunden gewesen. Darum seien bei den Anschlägen keine Juden getötet worden.
Printmedien und Internet verbreiteten besonders das erste dieser Gerüchte rasch weltweit. Jedoch hatte die israelische Zeitung The Jerusalem Post am 12. September 2001 nur geschrieben, bis zu 4.000 um das WTC und Pentagon herum lebende Israelis hätten sich noch nicht bei Freunden oder Angehörigen gemeldet. 400 bis 500 Juden (15 bis 17 Prozent aller Opfer), darunter ein Israeli, wurden bei den Anschlägen getötet. Die Religionszugehörigkeit vieler Opfer blieb unbekannt. Scharons New-York-Besuch war für den 23. September 2001 geplant und wurde nach, nicht vor den Anschlägen abgesagt. Das FBI hatte fünf israelische Angestellte einer Umzugsfirma wegen der Anzeige einer Nachbarin inhaftiert, wegen ausgelaufener Touristenvisa und fehlender Arbeitserlaubnis verhört und ohne Anklage nach 71 Tagen nach Israel abgeschoben. Laut Haaretz hatten zwei Mitarbeiter der israelischen Firma Odigo am Morgen des 11. Septembers per SMS einen anonymen Hinweis auf einen baldigen Angriff in den USA ohne Ortsangaben erhalten. Die Firma informierte das FBI nach, nicht vor den Anschlägen.
Der Rechtsextremist David Duke behauptete anhand dieser Gerüchte, Israel sei der Urheber der Anschläge. Um das zu verdecken, habe der jüdische Bundesanwalt Michael Chertoff israelische Spione entlassen, die kurz nach den Anschlägen inhaftiert worden waren. Zudem hätten Juden auch die These eines inside job geschaffen. Auch Michael Collins Piper, Redakteur der rechtsextremen Webseite American Free Press, behauptet eine Vertuschungsaktion Chertoffs. Die Holocaustleugner Eric Hufschmid und Christopher Bollyn behaupteten, der israelische Geheimdienst Mossad habe die Anschläge geplant, „Zionisten“ in der US-Regierung hätten sie durchgeführt. Bollyn stellte die „fünf tanzenden Israelis“ und die Empfänger der Odigo-Textnachricht als Mossadagenten dar. 2006 behauptete er, die Zeitschrift Popular Mechanics werde von dem Juden Benjamin Chertoff geleitet, der mit dem damaligen Heimatschutzminister Michael Chertoff verwandt war. So wollte er die von der Zeitschrift veröffentlichte Widerlegung von 9/11-Verschwörungsthesen diskreditieren. Bollyn vertrat seine Thesen auch auf der Konferenz Axis for Peace von Thierry Meyssan. Hufschmid vertrat sie 2006 auch gegenüber den Autoren von Loose Change. Auch einige 2007 gegründete Facebook-Gruppen mit Namen wie „Jews did 9/11“ vertreten die antisemitische These eines Zionist Occupied Government. Manche verlinken die „Protokolle der Weisen von Zion“.
Einige sehen die Anschläge als Werk angeblicher Geheimbünde, die damit eine „Neue Weltordnung“ herbeiführen wollten. Sie verweisen etwa auf Skull & Bones, „khasarisch-zionistisch-bolschewistische (KZB) Welt-Kontrolleure“, die Bilderberger, das Council on Foreign Relations oder die Trilaterale Kommission. Autoren wie Jim Marrs, Gary Allen, Kevin Ryan und George Humphrey verbinden diese Gruppen oft auch mit Juden, James Fetzer mit Israelis. Für Alex Jones beherrschen die Illuminaten die „Neue Weltordnung“.
Steven Jones verdächtigte 2006 mit Berufung auf Webster Tarpley und W. Cleon Skousen die Juden Paul Wolfowitz, Richard Perle und ein „internationales Bankenkartell“, das ganze Weltregionen unter seine Kontrolle bringen wolle, 2006 öffentlich als heimliche Drahtzieher der Anschläge. Dies wurde als antisemitisches Stereotyp kritisiert. Jones wurde kurz darauf von seiner Universität entlassen und erklärte danach, er werde sich auf physikalische Ursachen konzentrieren und politisch-ökonomische Aspekte anderen 9/11-Truth-Autoren überlassen. James Fetzer behauptete Ende 2012 auf einer Webseite von Veteranen des US-Militärs, „Todesschwadrone des Mossad und die US-Regierung“ stünden hinter dem Amoklauf an der Sandy Hook Elementary School. Das Ermorden von Kindern kennzeichne den Terror von Agenten Israels. Er zitierte dazu Behauptungen, Israel sei auch für den Massenmord von Anders Behring Breivik in Norwegen und weitere verantwortlich.
Manche führen die Politik des PNAC auf Ideen des jüdischstämmigen Philosophen Leo Strauss zurück. Die jüdischen PNAC-Mitglieder Paul Wolfowitz und Richard Perle hätten ihn studiert und die Anschläge untätig geschehen lassen, um die folgenden Eroberungskriege zu rechtfertigen und eine von den USA dominierte „Neue Weltordnung“ durchzusetzen. Das Kürzel 9/11 suggeriere einen Ausnahmezustand, der dem Staat jede auch verfassungswidrige Reaktion erlaube. Diese Idee habe Leo Strauss von Carl Schmitt übernommen. Französische Intellektuelle, die Leo Strauss als Ideengeber des PNAC sehen, griffen oft Thierry Meyssans 9/11-Verschwörungsthesen, einige auch antisemitische Thesen auf.
In Deutschland stellte die rechtsextreme National-Zeitung eine „Israellobby“ als Auftraggeber der Anschläge hin. Horst Mahler vertrat 9/11-Verschwörungsthesen 2003 vor Gericht und besuchte eine Konferenz von Mathias Bröckers. Dieser behauptete 2002, die USA unter Bush und Israel unter Scharon seien an den Anschlägen beteiligt gewesen. Er verglich Scharon mit Adolf Hitler und schrieb ihm das Zitat zu: „[…] we, the Jewish people control America, and the Americans know it. – Wir, das jüdische Volk, kontrollieren Amerika, und die Amerikaner wissen es.“ Das Zitat sei zwar nicht bestätigt, aber „Wasser auf die Mühle der 'jüdischen Weltverschwörung'“. In den USA festgenommene israelische Angestellte einer Telefongesellschaft hätten für den Mossad spioniert. Dieser habe sämtliche Gespräche in den USA, auch im Weißen Haus, abhören können. Dass Behörden keine Information darüber herausgäben, nähre den Verdacht einer „Kosher Conspiracy“. Auch Andreas von Bülow verdächtigte Israels Regierung mit Verweis auf die Firmen Odigo und Zim, von den Anschlagsplänen gewusst und nur ihre Bürger gewarnt zu haben. Nur der Mossad habe das nötige Knowhow für die Anschläge gehabt. Er habe Al-Qaida-Terroristen angeworben und ausgebildet.
Dagegen wies Bin Ladens Stellvertreter Aiman az-Zawahiri 2008 in einem der regelmäßig veröffentlichten Al-Qaida-Tonbänder die Theorie als „Lüge“ zurück, Israel habe die Anschläge in Auftrag gegeben. Er bestand darauf, Al-Qaida habe diese selbst ausgeführt, und beschuldigte die Hisbollah, die Israeltheorie erfunden zu haben. Sie versuche damit, Bin Ladens Gruppe und die Sunniten zu diskreditieren, deren „Heldentat“ Amerika wie nie zuvor verletzt habe.

## Thesen zu ermittelten Tätern

### Noch lebende Flugzeugentführer
Am 14. September 2001 erschien die erste Täterliste des FBI mit den Namen von 19 beteiligten Flugzeugentführern aus den Passagierlisten. Die BBC berichtete am 23. September 2001, einige lebende Personen trügen dieselben Namen. Viele Webseiten behaupteten daraufhin, das FBI habe die arabischen Namen erfunden, um von den wahren Tätern abzulenken. Tatsächlich hatte das FBI einige Namen falsch buchstabiert oder andere Schreibweisen nicht berücksichtigt; dies wurde kurz darauf korrigiert.
Das FBI gab am 27. September eine Liste mit Täterfotos heraus, um Verwechslungen auszuschließen. Die BBC korrigierte ihren Erstbericht am 5. Oktober 2001 und grenzte sich 2006 von darauf bezogenen Verschwörungsthesen ab. Die Identität von 12 der 19 Täter wurde durch DNS-Spuren von den Tatorten, ihre Zusammenarbeit mit al-Qaida durch Kontenbewegungen und von al-Qaida selbst veröffentlichte Videobänder mit ihren „Testamenten“ bewiesen.

### Mangelnde Fähigkeiten der Entführer
Oft wurde bezweifelt, dass 19 Entführer die Flugzeuge nur mit Teppichmessern bewaffnet entführen und große Passagierflugzeuge ohne Pilotenerfahrung präzise in die getroffenen Gebäude steuern konnten. Nach Aussagen seiner Fluglehrer war Hani Hanjour, der Entführerpilot von American-Airlines-Flug 77, flugunfähig und hatte keine Aussicht auf eine Pilotenlizenz. Gleichwohl führte er ein enges Wendemanöver aus, um das Pentagon zu treffen.
Tatsächlich überwältigten und ermordeten die Entführer die Piloten mit Messern (nicht nur mit Teppichmessern), jeweils bevor der vorgesehene Pilot unter ihnen das Cockpit einnahm. Alle vier Entführerpiloten hatten trotz negativer Prognosen durch ihre Lehrer gelernt, Passagierjets zu fliegen. Mohammed Atta und Marwan al-Shehhi hatten, nachdem sie durch ihre erste Prüfung gefallen waren, ihr Training solange fortgesetzt, bis sie Ende 2000 nach 250 Flugstunden die niedrigste Stufe der kommerziellen Pilotenlizenz erhielten. Danach hatten sie an Flugsimulatoren für große Passagierjets weitertrainiert, deren Cockpit dem der entführten Flugzeuge glich. Ferner hatten zwei Piloten über dem verkehrsreichen Hudson River, einer über Washington, D.C. trainiert. Alle vier hatten sich mit dem GPS vertraut gemacht. Mindestens einer der Flüge erfolgte weitgehend per Autopilot. Dazu mussten sie wie beim Simulatortraining nur ein Ziel eingeben und auf den Navigationsbildschirm schauen. Nach Flugschreibern und Zeugenaussagen leiteten sie früh den Sinkflug ein, um die Zielgebäude sehen und manuell ansteuern zu können. Trotz erheblicher Mängel ihrer Fähigkeiten reichten diese zum Durchführen ihres Plans aus.

### Unbewiesene Täterschaft Bin Ladens
Viele Verschwörungstheoretiker bestreiten, dass Osama bin Laden die Anschläge vom 11. September in Auftrag gab, weil nicht einmal der frühere Steckbrief des FBI sie erwähnte. Widersprüchliche Aussagen von Regierungsmitgliedern nährten die Zweifel. Außenminister Colin Powell kündigte am 23. September 2001 Beweise an. FBI-Vizedirektor Dale Watson erklärte im Februar 2002 vor dem Kongress, die Beweise für Bin Ladens Verbindung zum 11. September seien „klar und unwiderlegbar“. FBI-Direktor Robert Mueller erklärte jedoch im April 2002, man habe bisher keine Dokumente für die Pläne der Attentäter gefunden. FBI-Pressesprecher Rex Tomb erklärte 2006, die Anschläge fehlten auf Bin Ladens Steckbrief, „weil das FBI nicht genug harte Beweise dafür hat“. Wie bei den Botschaftsanschlägen von 1998 werde das Justizministerium erst dann eine förmliche Anklage erheben, wenn genug Beweise vorlägen. Kurz darauf erklärte Tomb: Das FBI könne den 11. September auf dem Steckbrief ergänzen, müsse es aber derzeit nicht. Das FBI erklärte auf seiner Liste der zehn meistgesuchten Terroristen, weitere Anklagen könnten im Zuge der Ermittlungen folgen, „zum Beispiel für die Terroranschläge am 11. September 2001“.
US-amerikanische und deutsche Geheimdienste legten Anfang Oktober 2001 Belege dafür vor, dass Bin Laden und al-Qaida die Anschlage geplant hatten. Die NATO, die deutsche Bundesregierung und alle Bundestagsfraktionen fanden diese Belege überzeugend. Im März 2002 schilderten Ramzi Binalshibh und Chalid Scheich Mohammed dem Londoner Redakteur des arabischen Nachrichtensenders Al Jazeera Yosri Fouda detailliert ihre etwa zehnjährige Vorbereitung der Anschläge in Bin Ladens Auftrag. Im September 2003 erhob der spanische Richter Baltasar Garzón Anklage gegen Bin Laden und 34 Mittäter wegen gemeinsamer Planung der Anschläge vom 11. September; 18 der Angeklagten wurden 2005 in Spanien verurteilt. Am 23. Mai 2006 erklärte Bin Laden in einer seiner regelmäßigen Videobotschaften, er selbst habe die 19 Attentäter für ihre Aufgabe ausgewählt. Am 10. März 2007 reichte Chalid Scheich Mohammed ein schriftliches Geständnis ein, in dem er sich als Planer und Organisator der Anschläge in Bin Ladens Auftrag bezeichnete. Im April 2008 erhob ein Militärgericht der USA deswegen Anklage gegen ihn. Andere Teile seiner Aussage wurden angezweifelt, da er Waterboarding ausgesetzt worden war. Durch Folter entstandene Aussagen wären rechtsstaatlich nicht verwertbar. Der Kongress verhinderte den von Präsident Barack Obama seit 2009 angestrebten regulären Strafprozess.
Der deutsche Bundesverwaltungsrichter Dieter Deiseroth betonte im November 2009, bisher habe kein unabhängiges Gericht die von Geheimdiensten vorgelegten Beweise für Bin Ladens Täterschaft (Geldtransfers, abgehörte Telefonate) überprüfen können. US-amerikanische Soldaten töteten Bin Laden am 2. Mai 2011 bei der Operation Neptune’s Spear.

### Gefälschtes Video
Als Beweis für Bin Ladens Urheberschaft veröffentlichte die US-Regierung am 13. Dezember 2001 ein Webcam-Video, das man in Dschalalabad gefunden habe. Darauf erklärte Bin Laden Gästen, er habe wegen seiner Erfahrungen im Bauwesen fest damit gerechnet, „dass der durch das Flugbenzin ausgelöste Brand das Stahlskelett des Bauwerks zum Schmelzen und den Bereich des Einschlags mit den darüber liegenden Stockwerken zum Einsturz bringen würde. Mehr hatten wir nicht erhofft.“ Mohammed Atta habe während seiner Pilotenausbildung in den USA weder andere Entführergruppen noch das Ziel seines Auftrags gekannt: „Wir offenbarten ihnen die Operation nicht, bis sie da waren und kurz bevor sie die Flugzeugplätze buchten.“ Mehrere namentlich genannte Übersetzer hatten diese Aussagen ins Englische übersetzt, geprüft und als korrekt bestätigt.
Verschwörungstheoretiker bestreiten entweder, dass das Video Bin Laden zeige, oder, dass er seine Täterschaft darin zugebe. Sie berufen sich dazu auf entsprechende skeptische Medienberichte. Weitere Übersetzer überprüften den Wortlaut im Auftrag von US-Nachrichtensendern. Ihnen zufolge nannte Bin Laden neun am 11. September beteiligte Attentäter namentlich und erinnerte seine Zuhörer an seine frühere Aufforderung, niederzuknien, sobald sie von den Anschlägen hören würden.
Bin Laden hatte anfangs behauptet, er sei nicht an den Anschlägen vom 11. September beteiligt gewesen. Ab Oktober 2001 bekannte er sich jedoch in einem Interview mit Al Jazeera und weiteren Video- und Tonbändern als deren Planer und erklärte, er habe die ausführenden Täter selbst ausgewählt. Der Islamistikprofessor Bruce Lawrence bezweifelte 2006 erneut die Echtheit des „Geständnis“-Videos, nicht aber Bin Ladens Täterschaft. Diese hielt er seit dessen Botschaft vom 30. Oktober 2004 für erwiesen. Andere berufen sich auf unbestätigte Aussagen einiger CIA-Mitarbeiter von 2010, sie hätten 2003 probeweise ein falsches Bin-Laden-Video zur Desinformation erstellt. Ihre Vorgesetzten hätten die Idee solcher Videos aber verworfen.

### Bin Laden als Werkzeug der CIA
Die CIA belieferte seit 1979 mit der Operation Cyclone afghanische Mudschahedin für deren Guerillakrieg gegen die sowjetische Intervention in Afghanistan. Auch Bin Laden und seine Gruppe sollen nach westlichen Medienberichten solche Finanzmittel und Waffen erhalten haben. Die US-Regierung hat das stets bestritten, konnte aber nicht ausschließen, dass die Mittel an mit Bin Laden verbündete Gruppen gelangten. Daraus folgern LIHOP-Anhänger, sie habe Bin Ladens Anschlagsplan gefördert und zugelassen. MIHOP-Anhänger folgern, Bin Laden habe in ihrem Auftrag gehandelt.
Laut Michel Chossudovsky benutzte die CIA Bin Laden von etwa 1980 bis 2001 ohne dessen Wissen für verdeckte terroristische Operationen im amerikanischen Interesse und machte ihn dazu mit speziellen Kriegstechniken bekannt. Thierry Meyssan hielt Bin Laden für einen ausgebildeten und aktiven CIA-Agenten, den die CIA für die Medien zum Haupttäter stilisiert habe. Andreas von Bülow behauptete, Bin Laden habe in direktem Kontakt mit CIA-Agenten gestanden, und unterstellte damit, beide Seiten hätten die Anschläge von 2001 gemeinsam geplant. Mathias Bröckers behauptete, die USA und die Saudis hätten al-Qaida mit insgesamt sechs Milliarden Dollar unterstützt.
Bin Laden und Zawahiri dagegen bestritten stets jede Hilfe der USA. Die US-Regierung zitierte ihre Aussagen in ihrem eigenen Dementi. Auch die CIA-Agenten Milt Bearden und Bill Peikney, die damals die US-Hilfen für den afghanischen Widerstand gegen die Sowjetunion koordinierten und überwachten, bestritten jede US-Hilfe für Bin Laden. Der Islamexperte Peter Bergen betonte: Die CIA habe keine Islamisten aus arabischen Ländern trainiert und finanziert, da diese eigene Geldgeber aus Saudi-Arabien und andere religiös-ideologische Ziele gehabt hätten. Auch die Fachbuchautoren Steve Coll und Jason Burke bestritten Kontakte zu und Hilfen der CIA für Bin Laden. Burke verwies darauf, dass der pakistanische Geheimdienst Inter-Services Intelligence (ISI) alle US-Hilfen für die afghanischen Mudschahedin vertraglich kontrolliert habe. Staatliche und private Geldgeber aus Saudi-Arabien hätten die arabischen Freiwilligen finanziert, darunter al-Qaida. Einige dieser Geldgeber sind unbekannt. Da saudische Hilfsfonds auch Geld und Waffen aus den USA erhielten und über den ISI an afghanische Warlords vermittelten, wird angenommen, dass die USA Bin Laden indirekt unterstützten.

## Thesen einer kontrollierten Gebäudesprengung
Die These einer „kontrollierten Sprengung“ der eingestürzten WTC-Gebäude mit heimlich platzierten und gezündeten Explosivstoffen kam schon am Nachmittag des 11. September auf und wurde zu einem zentralen Thema im 9/11-Truth-Movement, um ein Regierungsverbrechen nahezulegen.

### Die Zwillingstürme
Die Zwillingstürme des WTC waren die ersten Hochhäuser mit einer Stahlrahmenkonstruktion, die nach anhaltenden Innenbränden einstürzten. Attentate mit einer betankten, schnell fliegenden Boeing 767 auf ein derart konstruiertes Hochhaus waren bisher einmalig. Wissenschaftler, Gebäudestatiker und Brandschutzexperten nahmen das zum Anlass, das Verhalten von Stahlrahmengebäuden bei solchen Umständen genauer zu erforschen. Die Einstürze der WTC-Gebäude 1, 2 und 7 gehören zu den am gründlichsten erforschten Gebäudeeinstürzen überhaupt.
Vertreter der Sprengungsthese behaupten, Flugzeugeinschläge und Brände könnten die WTC-Einstürze unmöglich erklären. Dazu nennen sie folgende Anhaltspunkte:
Ein Flugzeugeinschlag in das Empire State Building (1945) sei weitgehend folgenlos für das Gebäude geblieben. Das Design der Türme sei dafür ausgelegt worden, dem Aufprall einer Boeing 707 zu widerstehen. Dagegen verwiesen führende Hochhauskonstrukteure auf die Unterschiede: Die Flugzeuge, die in die Türme gelenkt wurden, flogen viel schneller, trugen mehr Kraftstoff (Kerosin) und beschädigten weit mehr tragende Strukturen. Die Wirkung von langen Bränden auf die relativ leichten und langen horizontalen Stahlträger, die die tubenartige Konstruktion der Türme ermöglichten, war beim Bau nicht ausreichend bedacht worden.
Kerosin brenne mit maximal 1800 Grad Fahrenheit (°F, 982 °C) nicht heiß genug, um die ummantelten Stahlträger genügend zu schwächen, da Stahl frühestens bei 2750 °F (1510 °C) schmilzt. Jedoch musste der Stahl nicht schmelzen. Er verliert schon bei 400 bis 600 °C die Hälfte, bei rund 1000 °C 90 % seiner Tragkraft. Zudem verteilte sich das Flugbenzin durch die zerstörten Fahrstuhlschächte und setzte sofort viele Stockwerke in Brand. Die Feuer wurden durch Sogwinde weiter entfacht und von Büromaterial genährt, sodass sie bis zu 1000 °C heiß wurden. Das genügte für den Kollaps.
Das meiste Kerosin sei wenige Minuten nach dem Einschlag verbrannt. Der dicke schwarze Rauch deute auf sauerstoffarme kühle Brände hin. Jedoch hielten die weit verteilten Brände lange genug an, um ein Einsacken der waagerechten Trägerkonstruktion und somit Einknicken der senkrechten Außensäulen zu bewirken.
Im Trümmerschutt gefundene Pfützen aus geschmolzenem Metall sollten auf einen Sprengstoff hinweisen. Jedoch wurde geschmolzenes Aluminium vom Flugzeugrumpf vor den Einstürzen beobachtet. Explosivstoffe können Stahl nicht schmelzen, da sie nur kurzzeitig und punktuell extreme Hitze erzeugen. Langanhaltende, unterirdische Schwelbrände nach heißen Bränden sind nicht ungewöhnlich.
Beide Türme seien fast im Tempo des freien Falls (9,2 Sekunden) senkrecht in ihren eigenen Umriss gestürzt. Jedoch dauerte nur die auf Videos sichtbare Einsturzphase 9 bis 11 Sekunden, die gesamten Einstürze dauerten zwischen 15 und 25 Sekunden länger. Dabei kippte der Gebäudeteil über der Einschlagszone zur Seite des Einschlags. Die Trümmermassen folgten dem Weg des geringsten Widerstands und wurden herausgeschleudert, wo sie auf intakte Stockwerke trafen. Dadurch dehnten sich die Trümmer fontänenartig aus, beschädigten und zerstörten viele umgebende und weiter entfernte Gebäude.
Den kollabierenden Stockwerken seien seitlich austretende Staub- und Gaswellen vorausgelaufen. Jedoch drückte die fallende Masse die Stockwerke darunter zusammen und presste so Fontänen aus Luft, Staub und Fensterglas seitlich heraus. Seitlich austretende, dem Einsturz vorauslaufende Staub- und Gaswolken sind kein besonderes Merkmal einer Sprengung, sondern Merkmal der meisten Gebäudeeinstürze unabhängig von ihren Ursachen.
Der später getroffene Südturm (WTC 2) habe wegen rasch abklingender Brände unmöglich vor dem Nordturm (WTC 1) einstürzen können. Wegen der Konstruktion als hohler Stahlschaft hätten die in sich intakten oberen Gebäudeteile seitlich wegkippen und der zentrale Gebäudekern stehenbleiben müssen. – Jedoch fiel WTC 2 zuerst, weil das Flugzeug das Gebäude tiefer, schräger und von einer Ecke her getroffen und somit mehr Tragesäulen zerstört hatte. Das Gewicht der Stockwerke darüber war viel größer. Zudem war das Tempo des Einschlags höher, hatte somit 42 % mehr kinetische Energie. Die Tragesäulen waren nur mit halb so dickem Brandschutzmaterial ummantelt. Bei beiden WTC-Türmen blieben hohe Stahlsäulenreste stehen.
Viele Zeugen hätten Explosionsgeräusche im WTC gehört. Jedoch waren dies keine Detonationen: Keine unabhängige seismische Aufzeichnung zeigt die dafür typischen plötzlichen Spitzenausschläge. Zeugen deuteten Verpuffungs-, Berst- und Aufschlaggeräusche im WTC als Explosionen oder beschrieben sie als Analogie dazu. Die sehr lauten, für Sprengungen typischen Knallgeräusche unmittelbar vor dem Kollaps wurden nirgends aufgezeichnet oder bezeugt. Sprengsätze im Untergrund, deren Geräusche später behauptet wurden, können keinen Kollaps von oben her verursachen.
Seismische Aufzeichnungen hätten zwei ungewöhnlich hohe Ausschläge unmittelbar vor den Einstürzen gezeigt, wie sie für unterirdische Explosionen (etwa bei Kernwaffentests) typisch seien. Die folgenden Ausschläge seien viel geringer, hätten aber beim Aufprall am höchsten sein müssen. Dem widersprachen die seismologischen Aufzeichnungen der Columbia-Universität (veröffentlicht im November 2001): Sie zeigten an- und absteigende Ausschläge für die Dauer der Einstürze ohne auffällige Spitzen. Die Autoren wiesen die These von plötzlichen Spitzenausschlägen zu Beginn als Fehldeutung ihrer Grafiken zurück: Diese Ausschläge seien bloß die in einen größeren Zeitrahmen gestellten und so grafisch verzerrten Ausschläge der gesamten Einstürze. Zudem hätten Gebäudesprengungen wegen der Vielzahl von üblicherweise oberirdischen Detonationen gar keine plötzlichen Ausschläge erzeugt. So habe der Bombenanschlag auf das World Trade Center 1993 keine seismischen Spuren hinterlassen.
Der Beton sei fast vollständig pulverisiert worden. Jedoch pulverisiert eine Sprengung Beton nicht. Weniger als 30 % des WTC-Materials bestand aus Beton; dieser blieb fast vollständig als Trümmerbrocken erhalten.
Man habe im WTC-Schutt keine verbogenen Stahlträger gefunden. Kein übriggebliebener Stahlträger sei länger als elf Meter gewesen. Stahlträger von dieser Länge hätten bei Tests viel heißere Kerosinfeuer unbeschadet überstanden. Jedoch waren die Stahlträger aus zehn bis elf Meter langen Teilstücken zusammengesetzt. Es wurden auch verbogene Teilstücke gefunden. Die besagten Tests bezogen sich auf viel kürzere Träger. Träger mit der für WTC 1 und 2 typischen Länge waren bei Tests mit Kerosinfeuer bald eingesackt. Das Einknicken von Außensäulen schon wenige Minuten nach dem zweiten Einschlag ist auf Videos sichtbar.
Der rasche Abtransport der Stahlträger habe eine unabhängige Untersuchung verhindern sollen. Tatsächlich wurde der gesamte Schutt der eingestürzten Türme auf Druck der Opferfamilien acht Monate lang sorgfältig nach Beweisen und Überresten von Opfern durchsucht. Kein einziger von hunderten beteiligten Aufräumarbeitern, die alle große Erfahrung mit Explosivstoffen hatten, fand und bezeugte Sprengstoffspuren oder entsprechend beschädigte Stahlträger. Deren Abräumen und Verschiffen dauerte mehrere Monate lang und wurde von den beteiligten Firmen detailliert dokumentiert. Abolhassan Astaneh-Asl, Professor für Stahl- und Hochbau, untersuchte Stahlträger aus den beiden Türmen vor ihrem Abtransport zwei Wochen lang und berichtete dem Wissenschaftskomitee des Kongresses am 6. März 2002 unter anderem über stark verformte Stahlscharniere. Auch deswegen bewilligte der Kongress eine umfassende Untersuchung der Einstürze.
Einige Experten und Wissenschaftler erklärten die Einsturzursachen unabhängig von einem Regierungsauftrag in eigenen Studien. Konstrukteure des WTC erklärten die Einstürze schon am 11. September 2001 damit, dass durch anhaltende Bürobrände aufgeweichte Stahlträger einen Dominoeffekt beim Sturz der oberen Gebäudeteile auf die unteren einleiteten. Zwei Naturwissenschaftler der Northwestern University errechneten am 13. September 2001, wie die Flugzeugeinschläge die Einstürze verursachten. Sie bekräftigten 2002, die Einstürze seien nach allen verfügbaren Gebäude- und Flugzeugdaten physikalisch zwangsläufig gewesen und exakt zu den Zeitpunkten, mit der Dauer und dem Verlauf erfolgt, die zu erwarten waren. Der MIT-Metallurge Thomas W. Eagar bewies im Dezember 2001, wie die in den WTC-Türmen verbauten Materialien mit den vom Kerosin verursachten Bränden reagierten und die Einstürze bewirkten. Experten für den Brandschutz von Hochhäusern verwiesen auf die besondere Bauweise der WTC-Türme: Die Stockwerke wurden horizontal von leichten Stahlträgern getragen, deren senkrechte Tragesäulen durch die Flugzeugeinschläge massive strukturelle Schäden erlitten und ihren Brandschutzmantel verloren hatten.
Der bis 2005 erstellte Abschlussbericht des National Institute of Standards and Technology (NIST) bestätigte diese Studien und führte aus, dass die Einschläge mindestens zwölf von 47 Kernsäulen der Türme schwer beschädigt und deren Brandschutzhülle zerstört hatten. Die genaue Tankfüllung der Flugzeuge ist unbekannt (man schätzt sie auf 15.000 bis 40.000 Liter Kerosin je Flugzeug), doch schon die Hälfte davon kann großflächige Brände auslösen. Diese verteilten sich über zerstörte Fahrstuhlschächte auf viele Stockwerke, wurden von brennbarem Innenmaterial gefüttert, hielten daher bis zum Kollaps an und wurden bis zu 1000 °C heiß. Sie ließen genügend Stahlträger einsacken, bis die damit verbundenen Außensäulen nach innen knickten und den Kollaps auslösten, der dann unaufhaltsam alle Gebäudeteile nach unten riss. Um die kaum erhitzten unteren Stahlsäulen zu überlasten, genügten einige versagende Außensäulen in einem einzigen Stockwerk. Das Gewicht der von oben eingedrückten und fallenden Stockwerke nahm dann nach unten immer mehr zu.
Der Abrissexperte Brent Blanchard, dessen Firma tausende Sprengungen dokumentiert und auch die Aufräumarbeiten am Ground Zero beaufsichtigt hatte, wies die Sprengungsthese 2006 in einer Studie zurück: Die WTC-Einstürze begannen bei der Einschlagszone und erfolgten von oben nach unten. Bei Gebäudesprengungen dagegen werden die Sprengsätze am Fuß tragender Elemente angebracht und zuerst die tiefsten Stockwerke gesprengt, damit der Rest am Stück fallen kann. Eine erst 2007 mögliche komplexe Computersimulation der Purdue University bestätigte den NIST-Bericht und legte nahe, dass beim Einschlag noch mehr Tragesäulen beschädigt wurden.
In einem Aufsatz des Magazins EurophysicsNews (EPN) der European Physical Society (EPS) vom September 2016 wiederholten vier Autoren der 9/11-Truth-Bewegung (Steven Jones, Robert Korol, Anthony Szamboti, Ted Walter) bekannte Haupteinwände zu den NIST-Berichten: Gebäudeschäden und anhaltende Feuer hätten weder vor noch seit dem 11. September je zum Kollaps eines Stahlträger-Wolkenkratzers geführt; die Temperaturen normaler Feuer reichten dazu nicht aus; die Tragesäulen in den Zwillingstürmen seien besonders feuergeschützt gewesen; das Einsturztempo und Zeugenaussagen sprächen für eine kontrollierte Sprengung. Eine neue, unabhängige Untersuchung müsse diese Möglichkeit in Betracht ziehen. Die EPN-Herausgeber erklärten in einer Vornotiz, der Artikel enthalte anders als sonstige EPN-Publikationen einige Spekulationen, sei ihnen jedoch „ausreichend wissenschaftlich und interessant genug“ erschienen. Einige 9/11-Truth-Autoren behaupteten daraufhin wahrheitswidrig, der Artikel sei nach einem Peer-Review im European Scientific Journal (ESJ) erschienen, somit seien seine Thesen wissenschaftlich bestätigt worden. Daraufhin distanzierten sich das ESJ und das zugehörige European Scientific Institute (ESI): Man habe nicht zu den 9/11-Anschlägen publiziert.
Laut einer Faktenprüfung der Seite Snopes wiederholte der EPN-Aufsatz nur längst entkräftete und irreführende Thesen. Snopes nannte die Gegenbeweise: Stahlträger müssen nicht schmelzen, um strukturell Tragkraft einzubüßen; die Flugzeugeinschläge hatten Sprinkleranlagen und Feuerschutz zerstört; der Luftdruck durch die von oben fallende Masse erkläre die seitlich ausgetretene Staubwolken; das Einsturztempo sei konsistent mit den Einsturzursachen und ohnehin nicht zuverlässig exakt bestimmbar. EPN erklärte auf öffentlichen Druck hin, man publiziere auch zu kontroversen Themen, um Diskussion anzuregen, aber anders als Fachzeitschriften der ESI ohne Peer-Review. Der beste Weg zur Beilegung der Kontroverse sei eine offene Debatte darüber mit den nötigen Argumenten, aus denen schließlich die Wahrheit hervorgehen könne. In der nächsten Ausgabe werde EPN einen Gegenartikel veröffentlichen. Man habe den 9/11-Artikel ohne Review veröffentlicht, um eine Kontroverse möglichst in offener Debatte zu einer nicht widerlegbaren Lösung zu führen. Man sei erschrocken, dass der Artikel zum Unterstützen von 9/11-Verschwörungstheorien benutzt worden sei, die man nicht befürworte. Künftig werde man von Autoren vorab eine Inhaltsangabe und Angaben zu anderen Publikationen zu deren Aufsatzthema verlangen, um den Inhalt besser einschätzen zu können.
Auf ihre Anfrage erklärte NIST, seine Untersuchung zu WTC 1, 2 und 7 sei die detaillierteste je durchgeführte Prüfung strukturellen Gebäudeversagens. Seit 2008 seien keine neuen Beweise aufgetaucht; alle bekannten Beweise führten nach wie vor zu dem von NIST beschriebenen Einsturzszenario. Mit seinen späteren FAQ-Webseiten habe NIST alle Aspekte alternativer Sichtweisen dazu beantwortet.
Im angekündigten Gegenartikel des EPN-Magazins (Januar 2017) führten die Fachwissenschaftler Jia-Liang Le and Zdeněk P. Bažant aus: Die WTC-Einstürze seien durch eine mathematische Analyse ihrer Mechanik geklärt. Sie seien spontan und unausweichlich wegen der Flugzeugeinschläge und folgenden Feuer erfolgt, wie alle Berechnungen und verfügbaren Beobachtungen bestätigten. „Laienkritiker“ hätten diese Ursache gänzlich ohne bedeutsame Kalkulationen in Frage gestellt, um eine Art Verschwörung nahezulegen.

### World Trade Center 7

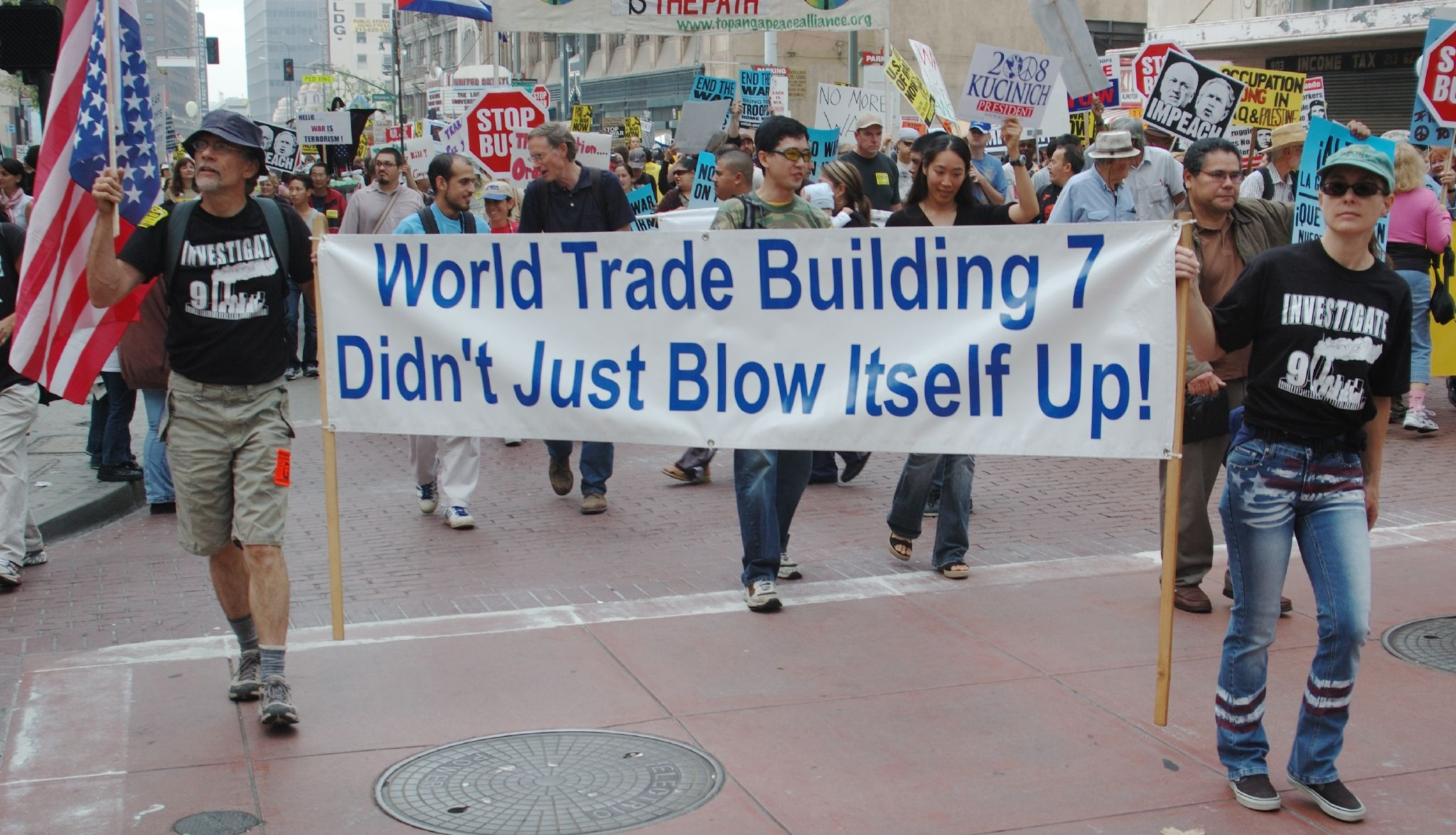
Protestplakat des 9/11-Truth-Movement bei einer Anti-Kriegs-Demonstration in Los Angeles, Oktober 2007

Vertreter der Sprengungsthese beziehen sich besonders auf den Einsturz des früheren World Trade Center 7 (WTC 7) um 17:20 Uhr am 11. September 2001. Dass es von keinem Flugzeug getroffen und erst um die sieben Stunden nach WTC 1 und 2 einstürzte, sei nur durch eine vorbereitete Sprengung zu erklären. Als Indizien dafür nennen sie: Das Gebäude sei durch Trümmer zu gering beschädigt worden, um einzustürzen. Innenbrände seien nur isoliert in kleinen Gebäudeteilen beobachtet worden. Der Einsturz sei laut Videoaufnahmen senkrecht in den eigenen Umriss erfolgt. Dazu müssten alle Stützpfeiler gleichzeitig versagt haben. Keine Kombination von Trümmerschäden und Feuer könne das erklären. Der entstandene Trümmerhaufen sei so klein wie bei einer Sprengung. Die Trümmer seien verdächtig schnell entfernt worden, sodass man die Einsturzursachen nicht mehr beweisen könne.
Wissenschaftler und Investigativjournalisten zeigten, dass die Vertreter dieser Thesen das verfügbare Bildmaterial selektiv benutzt hatten. So zeigten Videos und Fotografien von der Südseite des WTC 7 weit größere Gebäudeschäden als an der Nordseite und auf mehreren Stockwerken verteilte, intensiv brennende Feuer. Die Feuerwehr befürchtete daher bereits früh den Gebäudeeinsturz. Dieser erfolgte nicht symmetrisch, sondern begann erwartungsgemäß auf der stark beschädigten Südseite. Um eine Sprengung entsprechend vorzubereiten, hätte man den Einschlagsort der Trümmer exakt vorhersehen müssen: Hier versage die Sprengungsthese. Der Trümmerhaufen war 12 Stockwerke hoch und 150 m breit. Er war rasch abtransportiert worden, um eventuell verschüttete Personen zu finden. Weil die Stahlträger nicht nummeriert wurden, waren sie später nicht mehr zuzuordnen. Das geordnete Bergen der Trümmer erschien den Behörden bei jenen Gebäuden nachrangig, deren Einstürze niemand töteten. Selbst wenn die abtransportierten Stahlträger Spuren einer Sprengung getragen hätten, so hätte das allenfalls Einzeltäter, kein Regierungskomplott bewiesen.
Vertreter der Sprengungsthese verweisen oft auf einen Bericht der BBC, deren Reporterin vor Ort den Einsturz irrtümlich schon um 17:00 Uhr meldete. Das beweise ein Vorwissen der Behörden, das den Medien versehentlich verfrüht zugespielt worden sei. Zudem habe der Eigentümer Larry Silverstein in einem Telefonat vor dem Einsturz gesagt: „[…] maybe the smartest thing to do is pull it.“ „Pull it“ bedeute bei Gebäudeabrissfirmen den Befehl zur Auslösung einer vorbereiteten Sprengung.
Die BBC erklärte den Irrtum der Reporterin mit dem Durcheinander jenes Tages, als der Einsturz des WTC 7 schon seit Stunden erwartet worden war. Man habe die Originalbänder des Berichts nicht aufbewahrt. Silverstein berichtete 2002 vom Telefonat mit dem Feuerwehrchef am 11. September 2001 gegen 14:30 Uhr. Darin habe er diesem den Abzug der noch vorhandenen Feuerwehreinheit aus dem instabilen Gebäude vorgeschlagen, den diese dann beschloss:

“I remember getting a call from the, er, fire department commander, telling me that they were not sure they were gonna be able to contain the fire, and I said, 'We’ve had such terrible loss of life, maybe the smartest thing to do is pull it.' And they made that decision to pull and we watched the building collapse.”

„Ich erinnere mich an einen Anruf vom Feuerwehrchef, der mir mitteilte, sie seien nicht sicher, ob sie das Feuer eindämmen könnten. Und ich sagte: Wir hatten so schreckliche Verluste an Leben, vielleicht ist es die klügste Maßnahme, es abzuziehen. Und sie trafen die Entscheidung, abzuziehen, und dann sahen wir das Gebäude einstürzen.“

Nach Silversteins Sprecher bezog sich „es“ (it) auf die restliche Feuerwehreinheit, die das Gebäude und seine Umgebung evakuierte, bis auch sie abgezogen wurde. Feuerwehrchef Daniel Nigro beeidete seinen Abzugsbefehl 2007 schriftlich. Beteiligte Feuerwehrleute bezeugten, sie seien abgezogen („pulled“) worden. In der Abrissindustrie bezieht sich „pull“ auf das Befestigen von Stahlseilen an tragenden Gebäudeteilen, um diese hydraulisch umzukippen.
Vertreter der Sprengungsthese behaupten, WTC 7 sei gesprengt worden, um Spuren der Anschlagsplanung durch die im Gebäude untergebrachten Abteilungen des Secret Service, des Verteidigungsministeriums und der CIA zu beseitigen. Welche Mitglieder dieser Behörden die Sprengung vorbereitet haben sollen und auf welche Weise, blieb dabei unerklärt. Ferner wurde behauptet, Larry Silverstein habe die WTC-Gebäude kurz nach seinem Kauf im Juli 2001 gegen Terroranschläge versichert und durch ihren Einsturz erhebliche Versicherungssummen gewonnen. Warum er dann 2002 öffentlich eine Sprengung „gestanden“ und welche Beziehung er zu den Regierungsbehörden im WTC 7 gehabt haben soll, blieb dabei ebenfalls unerklärt. Nach Angaben der Port Authority, der das WTC-Areal gehört, und nach Medienberichten vom Frühjahr 2001 ließen die Gebäude hohe Gewinne erwarten. Die Versicherungsverträge waren nicht fertig ausgehandelt und ungenau formuliert, sodass Silverstein gegen die Versicherer vor Gericht unterlag und weniger als die Hälfte der angestrebten Summe erhielt. Zudem war er vertraglich verpflichtet, die erhaltene Summe innerhalb von zwei Jahren in den Neubau des WTC 7 zu investieren.
Ein vorläufiger Bericht der FEMA vom Mai 2002 hatte Brände als alleinige Einsturzursache vermutet, weil starker Rauch auf Videos das Ausmaß der Trümmerschäden verdeckte. Das NIST hatte diese Annahme 2004 anhand von Fotografien der Polizei von der Südseite des WTC 7 korrigiert. Die Columbia-Universität errechnete, dass die kinetische Energie beim Einsturz von WTC 1 und 2 die umgebenden Gebäude destabilisierte und deformierte. Eine wissenschaftliche Studie errechnete 2007, dass wegen der besonderen Bauweise des WTC 7 schon das Versagen eines einzigen Stützpfeilers den Einsturz bewirkt hätte. Dass der ursprünglich für 2005 angekündigte NIST-Abschlussbericht zu WTC 7 sich um drei Jahre verzögerte, bestärkte den Verdacht, die Regierung versuche, andere Einsturzursachen zu vertuschen. Doch laut NIST-Direktor Shyam Sanders klärte das NIST zuerst die Einstürze der Zwillingstürme auf und musste dann neue Computermodelle entwickeln, um die Folgen jedes einzelnen Feuers im WTC 7 genau zu simulieren. Danach habe man andere Einsturzhypothesen ebenso gründlich überprüft und ausgeschlossen. Dafür seien drei Jahre zusätzliche Untersuchungsdauer nicht ungewöhnlich.
Der von 88 Experten mit Hilfe hunderter Mitarbeiter weiterer Behörden erstellte Abschlussbericht des NIST zu WTC 7 vom November 2008 klärte die noch offenen Details der Einsturzursachen auf. Danach verursachten Trümmer des Nordturms erhebliche strukturelle Gebäudeschäden, vor allem auf der Südwestseite. Sie kappten die Wasserzufuhr zur Sprinkleranlage und verursachten mehrere Brände, die auf mindestens sechs Stockwerke verteilt sieben Stunden lang ungehindert bis zu 400 Grad Celsius heiß brannten. Dadurch dehnten sich waagerechte Stahlträger so weit aus, dass sie von den Stützpfeilern absprangen. Daraufhin stürzten einige Etagen innen im Gebäude ein, bis drei zentrale senkrechte Stützpfeiler (79–81) teilweise frei standen, überlastet wurden und fast gleichzeitig einknickten. Daraufhin stürzte zuerst das östliche, dann das westliche Penthouse auf dem Dach ein. Dann kollabierten alle inneren Stützpfeiler von Ost nach West, bis zuletzt die äußeren Strukturen als ein Bauelement vertikal fielen. Der gesamte Einsturz dauerte über 16 Sekunden.
Der Abschlussbericht führte in einem eigenen Abschnitt zur Sprengungshypothese aus, dass es nahezu unmöglich gewesen wäre, die erforderliche Menge Sprengstoff unbeobachtet von Anwohnern, Mitarbeitern und Besuchern sachgerecht zu platzieren. Für Gebäudesprengungen typische Detonationsgeräusche hätten sich weder in Video/Audioaufzeichnungen vom Gebäudeeinsturz noch in Zeugenaussagen gefunden. Solche Detonationen hätten nicht überhört werden können, da sie bei geschätzten 130 bis 140 Dezibel im Umfeld von bis zu 1000 Metern eine Vielzahl von Echos auslösen. Zudem fand das NIST keine proportional passenden Fensterschäden im Bereich der Stützpfeiler und keine Sprengstoffrückstände. Darum schloss es eine Sprengung als sehr unwahrscheinlich aus.
Bis 2011 bekräftigte das NIST mit detaillierten Antworten auf Fragen zum Abschlussbericht: WTC 7 sei infolge der unkontrollierten gleichzeitigen Feuer auf vielen Stockwerken eingestürzt, die Schäden an den Fußböden, Ausdehnungen von Stahlträgern und Tragebalken und zuletzt die vertikale Überlastung einer tragenden Säule verursachten. Die besondere Bauweise des WTC 7, der Ausfall der Sprinkleranlage und der Abzug der Feuerwehr habe dazu beigetragen, anders als bei Hochhäusern, die trotz längerer Feuer stehen blieben. Der sichtbare symmetrische Fall der Außenfassade sei dem nicht sichtbaren inneren Einsturz der Böden, Tragebalken und Einknicken der Säulen gefolgt, was der Fall des Penthauses auf dem Dach und das Zerbrechen von Fenstern auf der Nordseite andeute. Der Einsturz habe 40 % länger als der freie Fall gedauert. Eine kurzzeitig genauso schnelle Einsturzphase sei konsistent damit, dass die Außensäulen einknickten und die fallende Masse nicht mehr trugen. Für eine absichtliche Sprengung hätten an den meisten oder allen Säulen Sprengmittel angebracht werden müssen. Dazu hätte man Wände, Umhüllungen und Feuerschutz entfernen müssen. Dazu nötige Schweißarbeiten hätten giftige Gerüche und Geräusche erzeugt, die nicht unbemerkt geblieben wären. Explosionsartige Geräusche, die zwei Zeugen im Gebäude hörten, bedeuteten keine Sprengung, da die Zeugen das Gebäude dann nicht rechtzeitig hätten verlassen können. Für Explosionen im WTC fehlten alle Beweise. Daher habe man eine Sprengung nach sorgfältiger Prüfung dieser Hypothese ausgeschlossen.
Die Vertreter der Sprengungsthese konnten zudem kein plausibles Alternativszenario anbieten. Nach dem Einsturz der beiden Türme hätte die Sprengung von WTC 7 die Terrorwirkung, die die Verschwörer angeblich erzielen wollten, nicht nennenswert verstärkt. Mithin hätten sie kein Motiv gehabt, das Gebäude aufwändig mit Sprengstoff zu präparieren.

### Thermit
Der emeritierte Physiker Steven Jones behauptet seit 2005, er habe in Schuttproben vom WTC experimentell schwefelhaltiges thermate nachgewiesen, das auf eine kontrollierte Sprengung der Gebäude mit Thermit hindeute.
Der Chemiker Frank Greening wies detailliert die vorhandenen Materialien und ihre chemischen Reaktionen in den WTC-Gebäuden unter den gegebenen Feuer- und Hitzebedingungen nach. Darunter waren große Mengen Schwefel aus Gipswänden und anderem. Die anhaltenden Brände setzten gasförmiges Schwefeldioxid frei, das die eisenhaltigen Stahlträger korrodierte und sich zu Eisen(II)-sulfid verband. Mit Thermit sei diese chemische Reaktion nicht erklärbar.
2009 veröffentlichte ein Autorenteam um den pensionierten dänischen Chemiker Niels Harrit einen Aufsatz im Open Chemical Physics Journal, das Artikel für eine Autorengebühr ohne strengen Peer-Review annimmt. Die Autoren behaupten den Fund von aktivem, nicht reagiertem Nanothermit in Staubproben, die angeblich aus dem WTC-Schutt stammten. Die chemischen Bestandteile der Proben könnten nicht beim Einsturz entstanden sein. Nanothermit sei vom Militär entwickelt worden und eigne sich zum Schneiden von Stahlträgern oder Anzünden von anderen Explosivstoffen. Sein Vorhandensein beweise eine kontrollierte Sprengung des Gebäudes. Der Aufsatz wird wissenschaftlich nicht anerkannt. Fachexperten verweisen auf schwere methodische Mängel und halten die gefundenen Substanzen für Farbpartikel von Rostschutzmitteln. Weil der Aufsatz ohne ihr Wissen erschienen war, kündigte Marie-Paule Pileni, Expertin für Nanomaterial, ihr Amt als Chefredakteurin des Journals. Vertreter anderer Verschwörungsthesen verweisen darauf, dass Nanothermit viel zu wenig Sprengkraft für Beton und Stahl besitze und allenfalls als schneller Anzünder für andere Explosivstoffe verwendbar sei. In einem Strafprozess zu einer Verleumdungsklage Harrits erklärte sein Hauptzeuge, der Physikprofessor Per Hedegård (Universität Kopenhagen), WTC 7 könne auch ohne Sprengstoffe so schnell eingestürzt sein. Wären die Spuren in den Proben nichtreagiertes Nanothermit, dann hätten hochgerechnet 60 Tonnen davon nicht gezündet.
Das NIST erklärte 2009/2010, Thermit brenne im Vergleich mit Explosivstoffen relativ langsam und hätte minutenlang in Kontakt mit Stahlträgern gebracht werden müssen, um deren Tragkraft wesentlich zu schwächen. Dazu hätte man viele tausend Pfund an Thermit vorher unauffällig fachgerecht anbringen, aus sicherer Entfernung entzünden und dann irgendwie im direkten Kontakt mit der Oberfläche von hunderten Strukturkomponenten des Gebäudes halten müssen. Darum sei Thermit als Mittel für eine kontrollierte Zerstörung des Gebäudes unwahrscheinlich. Eine chemische Analyse der Metallreste in den Trümmern hätte nicht zwangsläufig auf Thermit hingedeutet, da die Bestandteile aus verbauten Stoffen selbst hätten stammen können.
Der Wissenschaftsjournalist Mick West wies 2015 nach, dass Steven Jones die chemische Signatur einer Staubprobe aus dem WTC7 zehn Jahre lang kontinuierlich fehlgedeutet, eine Grafik dazu falsch berechnet und eine Fotografie eines Stahlträgers als Beweis für Thermit ausgegeben hatte, die tatsächlich Aufräumarbeiten sechs Wochen nach dem Gebäudeeinsturz zeigte.

## Thesen zu den Flugzeugen

### Mit Bomben bestückt oder umgebaut
Andere Thesen lauten, die Passagiermaschinen hätten Bomben unter dem Rumpf oder absichtlich vergrößerte Treibstofftanks getragen, oder sie seien zu Flugzeugattrappen umgebaute Raketen gewesen.
Das Video 911 in Plane Site und die Webseite letsroll911.org verwiesen dazu auf eine Fotografie von Flug UA 175, die scheinbar eine längliche Ausbuchtung am Fuß der rechten Tragfläche zeigt. Sie deuteten diese als Bombenbehälter. Forensische Analysen der Fotografie ergaben jedoch, dass Sonnenstrahlen und Kamerawinkel den Standardbehälter eines Fahrwerkrades auf dem entwickelten Foto größer wirken ließen und digitale Kopien ihn nochmals vergrößert hatten. Zudem wäre der Umbau einer Boeing 767 zum Bombenträger und das Zünden der Bombe genau beim Aufprall technisch sehr aufwändig gewesen. Die Einschlagsschäden entsprachen nur dem Flugzeugaufprall.
Verschiedene Autoren behaupten, ein Militärflugzeug oder ein zum Benzintank umgebauter Passagierjet sei für die Anschläge eingesetzt worden. Als Beleg nennt die Webseite 911inplanesite.com einen Zeugen, der ein Flugobjekt ohne Fenster im Anflug auf WTC 2 gesehen zu haben glaubte. Er befand sich jedoch zwei Meilen vom WTC 2 entfernt und sah den Jet, der in einem nach links geneigten Winkel anflog, sodass die Fenster auf der rechten Seite von unten nicht mehr sichtbar waren. Fotografien zeigen Trümmerteile des Jets mit Fenstern, die auf das Dach des benachbarten WTC 5 gefallen waren.

### Ferngelenkt
Eine vom australischen Verschwörungstheoretiker Joe Vialls aufgebrachte These lautet, Mitglieder der US-Regierung hätten über eine Funkfernsteuerung den Autopiloten der entführten Flugzeuge übernommen und diese damit ohne Eingriffsmöglichkeit der Entführer vom Boden aus in die Gebäude gesteuert. Thierry Meyssan (2002) und die Macher von Loose Change griffen die Fernlenkungsthese auf, ohne Indizien für ihre Verbindung zum 11. September zu nennen.

### Keine Flugzeuge

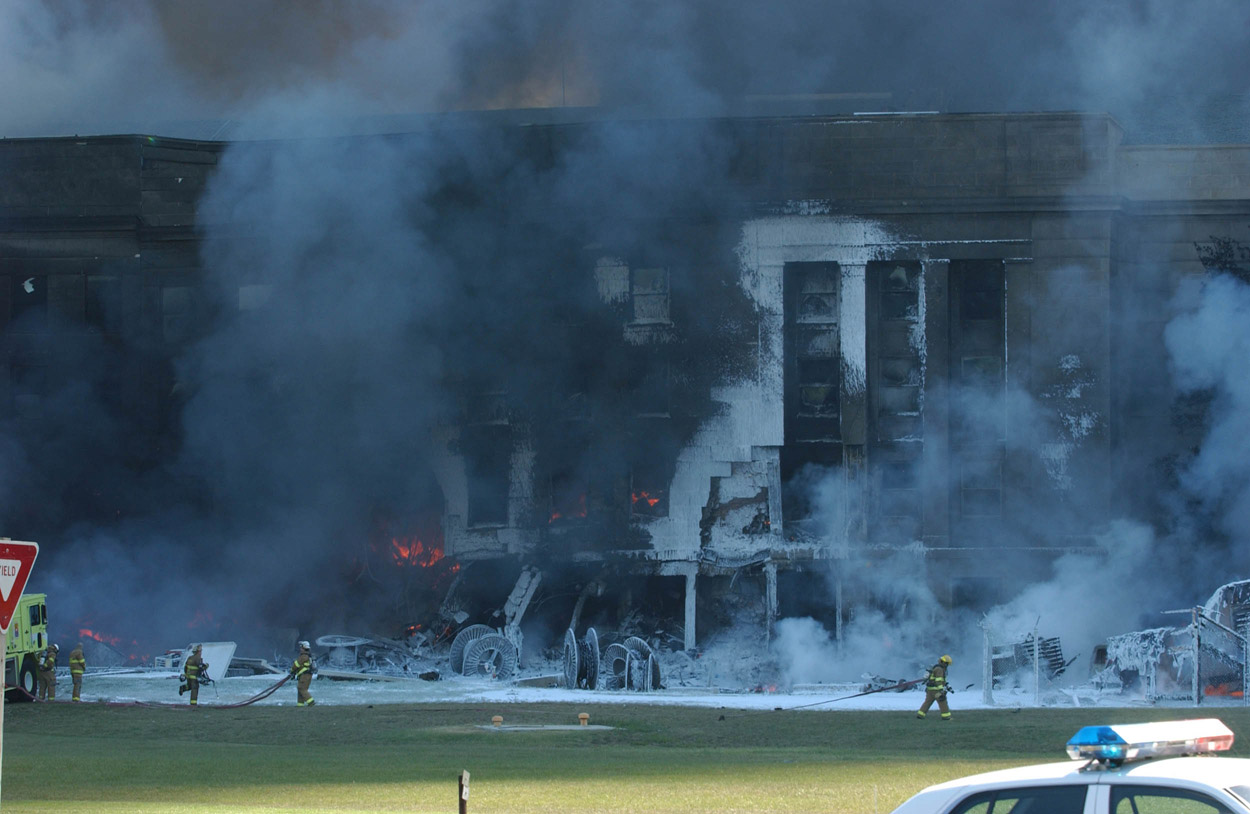
Einschlagsschäden beim Pentagon vor dem Fassadeneinsturz

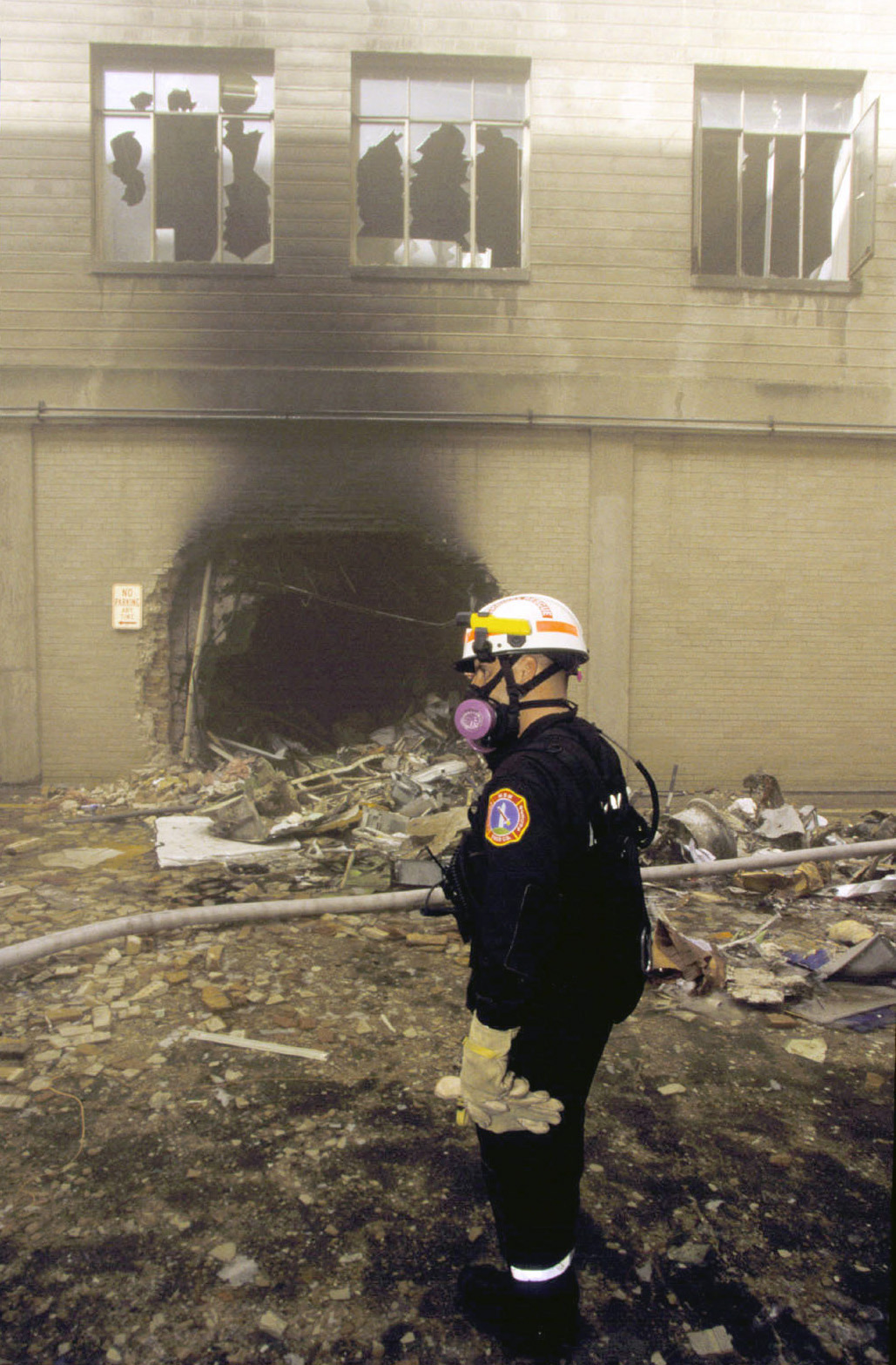
Vom Fahrwerk des Flugzeugs durchbrochene Mauer des Pentagon

Thierry Meyssans Bestseller L'Effroyable Imposture von 2002 brachte die These in Umlauf, in das Pentagon könne kein Passagierjet eingeschlagen sein. Kurz nach dem Einschlag aufgenommene Fotografien zeigten einen kaum versehrten Rasen und keine Trümmerteile vor dem Gebäude. Die sichtbaren Schäden an der Gebäudefront seien zu schmal für die Spannweite einer Boeing 757 (≈38 m). Der Schaden stamme eher von einem Marschflugkörper des US-Militärs, da nur dieser die Raketenabwehr um das Pentagon habe durchdringen können. Trotz einhelliger Zurückweisung in der westlichen Presse übernahmen viele Verschwörungstheoretiker Meyssans Thesen, darunter Dylan Avery, der Autor von Loose Change, die Webseiten Hunt the Boeing, Reopen911.org und pentagonstrike.co.uk. Sie behaupteten anhand von frühen Fotografien, das Einschlagsloch vor dem Kollaps der Außenfassade sei nur 5,5 m breit gewesen. Ein weiteres, knapp 5 m breites Loch im dritten Innenring des Gebäudes könne unmöglich von der Flugzeugnase oder einem Triebwerk erzeugt worden, Fenster bei der Einschlagsstelle könnten unmöglich intakt geblieben sein. Auch einige frühere Piloten und Unfallexperten der US-Luftwaffe stellten den Einschlag eines Passagierjets in Frage. David Ray Griffin fand, die Raketenthese passe weitaus besser zu den Indizien. Die Zweifel wurden genährt, weil es anders als beim WTC keine Fernsehbilder und Privatvideos vom Einschlag gab, das FBI die Trümmer als Beweismaterial für ein Verbrechen rasch eingesammelt und das National Transportation Safety Board (NTSB) nicht mit dem Zusammenbau der Trümmerteile beauftragt hatte.

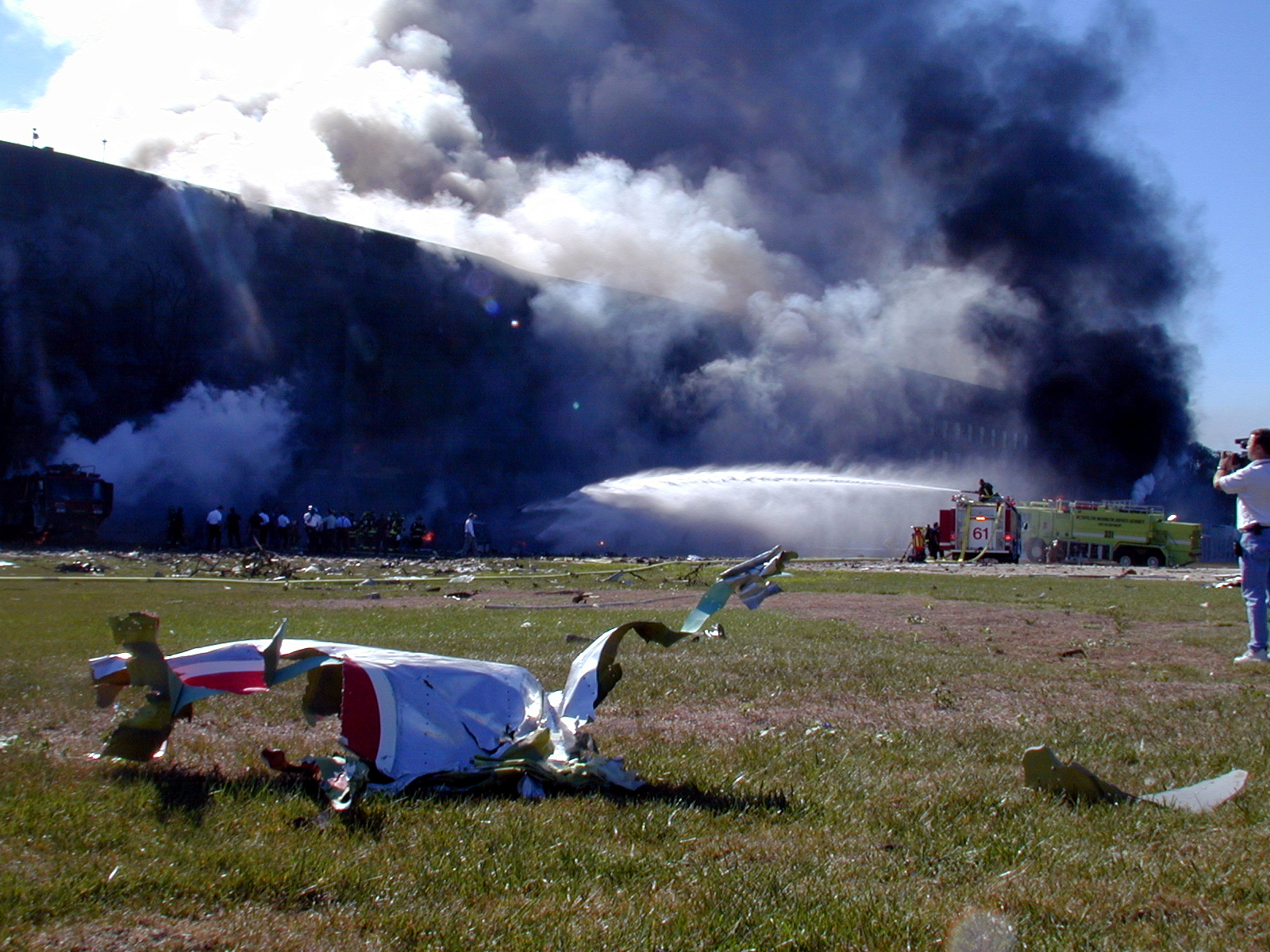
Wrackteil beim Pentagon, 11. September 2001

Nach dem Pentagon Building Performance Report der American Society of Civil Engineers von 2003 zerfetzten die massiven Außenwände, Mauerringe und dicht stehenden Betonsäulen des Pentagon den Großteil des Flugzeugs in kleine Teile, die verstreut ins Gebäudeinnere flogen und bis zur Unkenntlichkeit deformiert wurden. Das Gebäude war seit 1993 aufwändig renoviert worden; die vom Aufprall betroffene Außenseite gehörte zu den besonders verstärkten Teilen. Die bombensicheren Fenster aus mehrlagigem Laminatglas waren erst Wochen zuvor in ein Korsett neuer Stahlträger und Betonplatten eingebaut worden, um Anschläge wie den in Oklahoma City überstehen zu können. Darum blieb die Fassade um den Einschlag herum noch 19 Minuten lang stehen und fiel erst infolge des intensiven Feuers. Nur wenige größere Flugzeugtrümmer wurden geborgen: darunter das Fahrgestell, ein Rad, der Flugdatenschreiber und Rumpfstücke, darunter eins mit dem Symbol der Fluggesellschaft. Der rechte Flügel war zuerst auf ein massives Generatorhaus, der linke auf eine Entlüftungsanlage geprallt. Dabei und beim Aufprall auf die Außenfront rissen die Flügel ab. Dem entsprach das 27,4 (nicht 5,5) Meter breite Einschlagsloch. Zudem verbrannte ein großer Teil des Kerosins beim Einschlag, sodass die Gebäudeschäden weit geringer blieben als beim WTC. Das kleinere Loch in Ring C entstand durch ein abgerissenes und mit hohem Tempo aufgepralltes Rad des Fahrwerks. Aufräumarbeiter und Feuerwehrleute hielten Flugzeugteile vor dem Abtransport in den Händen. Hunderte Augenzeugen sahen den Anflug und den Einschlag des Flugzeugs von den benachbarten Straßen aus, viele bemerkten auch Passagiere in den Fenstern. Renee May und Barbara Olson hatten aus dem Flugzeug mit Angehörigen telefoniert. Alle 53 getöteten Passagiere, sechs Crewmitglieder und die fünf Entführer wurden durch DNS-Spuren identifiziert.
Misstrauen wurde auch genährt, weil das FBI ein von einer Parkplatzkamera aufgezeichnetes Video als Beweismaterial für den Prozess gegen Zacarias Moussaoui zurückhielt und nur einzelne Standbilder davon herausgab. Die Kamera schoss nur ein Standbild pro Sekunde, und das Flugzeug legte pro Sekunde 780 Fuß (≈238 Meter) zurück. Das im Mai 2006 freigegebene Video zeigt daher nur ein unscharfes weißes Objekt mit den Umrissen eines Flugzeugs, den Feuerball beim Aufschlag und den für Kerosinbrände typischen dicken schwarzen Rauch. Diese Bilder schließen einen Raketeneinschlag aus.
United-Airlines-Flug 93 hatten die Entführer nach einem Angriff der Passagiere auf das Cockpit bei Shanksville zu Boden gelenkt. Das Flugzeug wurde beim Aufprall nahezu vollständig in Kleinteile zerfetzt. Fotografien vom Einschlagskrater zeigten keine größeren Flugzeugteile. Laut Gerhard Wisnewski sagte Ernie Stull, der Bürgermeister von Shanksville, auf Nachfrage: „Da war nichts! – Nur dieses Loch.“ Auch Dennis Roddy, Chefredakteur einer Pittsburgher Zeitung, habe keine Flugzeugtrümmer erkennen können. Das Nachrichtenmagazin Der Spiegel wies jedoch nach, dass Stull sehr wohl Trümmerteile gesehen und sich nur erstaunt über das Zerplatzen der Maschine geäußert hatte. Roddy war nicht vor Ort, sondern hatte ein Journalistenteam zur Absturzstelle gesandt. Dieses sammelte Aussagen vieler Zeugen, die das rotierend abstürzende Flugzeug gesehen und die Aufschlagsexplosion gehört hatten. Die Überreste der 44 Leichen wurden so weit wie möglich geborgen, identifiziert und den Opferfamilien übergeben.
Seit etwa 2006 bestreiten James Fetzer und einige seiner Anhänger, dass Passagierflugzeuge in die WTC-Türme einschlugen. Flugkörper aus Aluminium hätten eine massive Stahl- und Betonkonstruktion nicht so glatt durchschlagen können. Die Macher der Videoserie September Clues behaupten, eine zentrale Stelle habe die Fernsehbilder und Privatvideos von den Einschlägen manipuliert und Flugzeugeinschläge mit Computer Generated Imagery vorgetäuscht (TV-Fakery, Video-Trickery).
Vertreter dieser Thesen lehnen andere Verschwörungsthesen ab, die reale Flugzeugeinschläge voraussetzen, und erfanden komplizierte Erklärungen für die vielen Augenzeugenberichte, Flugzeugtrümmer und getöteten Passagiere. Alexander Dewdney etwa behauptet seit 2003, die ersten drei entführten Flugzeuge seien zum Zwischenlanden gezwungen, durch ferngesteuerte Flugzeuge ersetzt und dann im Ozean versenkt worden. Ihre Passagiere seien zum Umstieg in das Flugzeug UA 93 gezwungen und dieses sei dann abgeschossen worden. Jedoch hätte es maximal 200 der insgesamt 265 Personen aller vier entführten Flüge fassen können. Viele Wortführer des 9/11-Truth-Movements betrachten die „kein-Flugzeug“-Thesen als schädliche Desinformation und Ablenkung von anderen angeblichen Anhaltspunkten für eine Regierungsbeteiligung, etwa von der Sprengungsthese.

### Abschuss
Nach anderen Thesen soll US-Militär das abgestürzte Flugzeug UA 93 abgeschossen haben. Dazu wird oft auf einen kleinen weißen Businessjet verwiesen, der über die Absturzstelle flog. Tatsächlich sollte dessen Pilot auf Bitte der Flugsicherung von Johnstown (20 Meilen nördlich von Shanksville) nur die genaue Absturzposition feststellen.
Augenzeugen hatten auch einen Militärjet in der Absturzgegend beobachtet. Der pensionierte Armeeoberst Donn de Grand-Pre behauptete im Februar 2004 in einer Radiosendung, er kenne die Einheit und deren Piloten, der den Abschussbefehl erhalten und mit zwei Bordraketen ausgeführt habe. Tatsächlich war dieser Pilot 1.100 Meilen weiter nördlich stationiert und startete um 10:45 Uhr unbewaffnet für einen Flug von North Dakota nach Montana und weiter nach Albany (New York), wie ein Sprecher seiner Einheit und sein Passagier bestätigten. NORAD gab den Abschussbefehl für Flug 93 erst nach dessen Absturz an Kampfpiloten weiter. Diese wären auch bei frühzeitigem Empfang des Befehls zu weit entfernt gewesen.
Andere behaupten, man habe Leichenteile, Kleider, Bücher und Schrott sechs Meilen nördlich vom Krater gefunden, obwohl der Wind nach Süden geblasen habe. Tatsächlich wurden ein Triebwerksteil, Papier und Stofffetzen südlich vom Krater gefunden. Fachleute erklärten das mit dem steilen, aber nicht senkrechten Winkel und dem Tempo des Einschlags: Dabei wurden schwere Teile abgerissen und herausgeschleudert, leichte Teile aufgewirbelt und in Windrichtung verweht.
Häufig wird behauptet, Handytelefonate aus einem Flugzeug über 8.000 Fuß Flughöhe seien damals technisch unmöglich und aus geringerer Höhe sehr unwahrscheinlich gewesen. Die Anrufe, deren Inhalte der Kommissionsbericht 2004 abdruckte, seien erfunden oder fingiert worden. Tatsächlich waren Handyanrufe damals schon bis zu 35.000 Fuß Flughöhe möglich, wenn auch unsicher wegen der Fluggeschwindigkeit. Doch Flug 93 flog relativ niedrig und in einer Gegend mit zahlreichen Empfangsstationen. Die meisten Anrufer benutzten die in ihre Sitze eingebauten Bordtelefone. Viele Anrufe dauerten weniger als eine Minute und wurden oft unterbrochen. Da von vier Entführern nur einer die im hinteren Bereich zusammengedrängten Passagiere bewachte, wie einige Anrufer berichteten, kamen relativ viele Anrufe unbehelligt durch.
Verteidigungsminister Rumsfeld warnte 2004 vor einem möglichen Sieg der „Leute, die […] das Flugzeug über Pennsylvania abschossen“ (people who […] shot down the plane over Pennsylvania). Einem Pentagonsprecher zufolge war shot down nur ein Versprecher. Michel Chossudovsky und andere deuteten das Verb als Freudschen Versprecher, der Rumsfelds Kenntnis vom Abschuss offenbare und diesen beweise. Dabei bleibt unklar, warum die Regierung einen tatsächlich erfolgten Abschuss hätte verheimlichen sollen, da sie ihren Befehl dazu nicht bestritt. Bush hatte 2002 betont, er habe nicht gezögert und Vizepräsident Dick Cheney am 11. September 2001 telefonisch einen Abschussbefehl für weitere entführte Flugzeuge gegeben. Der Bericht der 9/11-Kommission vom Juli 2004 deckte minutiös auf, dass dieser Befehl frühestens um 10:10 Uhr erteilt, der Flugsicherungszentrale erst um 10:31 Uhr weitergegeben wurde und die Piloten nicht erreichte.

## Einschätzungen von Historikern
Historische Forschung zu den Anschlägen folgt in der Regel den gesicherten Ermittlungsergebnissen der 9/11-Kommission und der verschiedenen US-Behörden. Historiker beachten Verschwörungstheorien zum 11. September 2001 daher kaum oder verwerfen sie. Letztere werden laut der österreichischen Historikerin Margit Reiter in abgeschwächter Form zwar auch im deutschen Mainstream diskutiert, spielen in ihrer radikalen Form aber nur in randständigen rechts- oder linksextremen Kreisen eine Rolle.
Abweichend davon stellt der Schweizer Historiker Daniele Ganser seit 2005 die Täterschaft von Al-Qaida am 11. September 2001 öffentlich in Frage. Er bezeichnet die Ermittlungsergebnisse als ebenso unbewiesene Verschwörungstheorie wie die Annahme, die US-Regierung habe die Anschläge bewusst geschehen lassen oder gar selbst veranlasst. Seit dem Verlust seiner akademischen Anstellungen vertritt er dies in Vorträgen und sogenannten alternativen Medien. Der Amerikanist Michael Butter hält Gansers Vortragsmethodik für suggestiv; in Wahrheit vertrete er die Verschwörungstheorie, hinter den Anschlägen stecke die US-Regierung.
Der emeritierte Historiker Helmut Reinalter bezeichnet die Ermittlungsergebnisse als „muslimische Verschwörungstheorie“, die zu viele Fragen offenlasse. Er hält die Annahme einer Steuerung der Anschläge durch Geheimdienste wie CIA, NSA oder Mossad jedoch für ebenso wenig überzeugend.

## Kritik
Wissenschaftler und Journalisten begegnen 9/11-Verschwörungstheorien auf verschiedene Weisen: durch Widerlegen (Debunking) von Tatsachenbehauptungen, durch Analysen von Methoden und Zielen ihrer Vertreter, durch historische Einordnungen und politische, soziologische und psychologische Erklärungen.

### Faktenprüfung
2003 stellten einige deutsche Medien erstmals die Haltlosigkeit von 9/11-Verschwörungsthesen heraus, besonders jener deutscher Autoren. 2006 gab der Spiegel das Themenheft „Fakten zum 11. September“ heraus. Die BBC und die National Geographic Society entkräfteten 9/11-Verschwörungstheorien seit 2006 mit mehreren Filmen.
Der Bericht der 9/11-Kommission (2004) klärte auftragsgemäß die Geschichte der Anschläge, die Berichte des NIST (2004–2008) klärten die physikalischen Einsturzursachen der WTC-Gebäude auf. Sie widerlegten die meisten 9/11-Verschwörungsthesen dazu, ohne sie direkt zu behandeln.
2005 veröffentlichte Popular Mechanics eine Webseite, im Mai 2006 eine aktualisierte und erweiterte Version davon als Buch. Es entkräftet die bekanntesten 9/11-Verschwörungsthesen zu Flugzeugen, WTC-Einstürzen, Pentagon und Flug UA 93 mit den bis dahin veröffentlichten Fakten. Die Hauptdokumente dazu fasst der Anhang zusammen. David Ray Griffin versuchte seinerseits, die Fakten des Buchs zu widerlegen (Debunking 9/11 Debunking, 2007). Der Physiker Ryan Mackey entkräftete Griffins Angaben zu den WTC-Einstürzen erneut und fasste die Ergebnisse der NIST-Berichte dazu zusammen. Seine Arbeit gilt seit 2011 als präzise wissenschaftliche Widerlegung der Sprengungsthese. Weitere Wissenschaftler haben die Sprengungsthese in unabhängigen Studien widerlegt.
Im November 2009 veröffentlichte die Enthüllungsplattform WikiLeaks über 500.000 Textnachrichten, die Mitarbeiter von US-Behörden am 11. September 2001 über Funkmeldeempfänger versandt hatten. Sie enthielten keine Hinweise auf einen inside job. Der Wikileaks-Gründer Julian Assange erklärte 2010, 9/11-Verschwörungstheorien lenkten von realen Verschwörungen für Krieg und Korruption ab, die es überall gebe und die Wikileaks aufgedeckt habe. Vertreter des 9/11-Truth-Movements verdächtigten Wikileaks ihrerseits als Ablenkungsmittel von wahren Verbrechen der US-Geheimdienste. Wegen solcher Reaktionsmuster hält der Sozialpsychologe Jovan Byford Versuche für wenig aussichtsreich, Verschwörungstheorien in offener Diskussion mit Fakten zu entkräften. Enthüllungen würden als Bestätigung der vorgefassten Weltsicht aufgefasst, nicht als Beleg für die Schwäche des Sicherheitsapparats, Dinge geheim zu halten.

### Plausibilitätsprüfung
Der Journalist David Corn (The Nation, 2002) hielt es für müßig, unüberprüfbare Details der MIHOP- und LIHOP-Theorien zu entkräften. Es sei nach seiner Erfahrung völlig unrealistisch, anzunehmen, dass Regierungsbeamte willens und fähig zu so einer Tat seien. Zu viele Mitarbeiter verschiedener konkurrierender Behörden hätten eingeweiht sein und einander vertrauen müssen, um die Verschwörung nicht vorzeitig aufzudecken. Schon ein Vorherwissen (LIHOP) zu tarnen, hätte einen immensen Aufwand erfordert. Entsprechende Berichte wären zirkuliert, deren Leser gewusst hätten, dass die Regierung die Anschläge für geopolitische Vorteile zulassen wolle. Jeder Beteiligte hätte total sicher sein müssen, dass alle anderen ihr Mitwissen verschweigen würden. Sie hätten mögliche Opfer unter eigenen Kollegen einkalkulieren müssen. Die bekannten Verbrechen von CIA-Beamten (Todesschwadrone, Folter, Attentate, vertuschte Massaker usw.) seien im Kalten Krieg und in fremden Staaten passiert. Ein Massenmord an tausenden US-Bürgern für Ölinteressen sei eine andere Stufe der Verdorbenheit. Sie würde die Karriere der Täter vor und nach der Tat für diese zu sehr gefährden. Bush hätte trotz seiner Ölinteressen nicht riskiert, als übelster Präsident aller Zeiten in die Geschichte einzugehen. Diese Zurückweisung sei notwendig, um tatsächliche Verbrechen und Versagen von Geheimdiensten und Militärs wieder ins Blickfeld zu rücken.
Der Historiker und Journalist Jefferson Flanders erhob 2008 ähnliche logische Einwände gegen die MIHOP-Theorie: Warum würde jemand planen, Flugzeuge in Gebäude zu rammen, und diese zudem für eine Sprengung vorbereiten? Würden die Anschläge allein nicht als Provokation genügen? Wozu überhaupt Flugzeugentführungen? Würden eine oder mehrere massive LKW-Bomben nicht dasselbe mit weniger logistischem Aufwand bewirken, analog zum Anschlag auf das WTC von 1993 oder dem Anschlag von Oklahoma City? Warum sollte man die Verschwörung so ausgefeilt und komplex planen? Ein großes Bürohochhaus zu sprengen erfordere monatelange professionelle Vorbereitung. Wie sollten riesige Mengen Sprengstoffe unbemerkt heimlich in drei Hochhäusern platziert worden sein? Je größer die Verschwörung werde, umso mehr Leute wären daran beteiligt, und noch viel mehr müssten die Durchführung verdecken. Würden sie alle schweigen und niemand gestehen, trotz aller medialen Aufmerksamkeit für das Ereignis?
Der Theologe Timothy B. Cargal verwies auf elementare logische Fehler in David Ray Griffins Thesen: Aus Argumenten für andere Täter als die der „offiziellen“ Theorie könne man nicht folgern, dass die Regierung die Anschläge absichtlich „erlaubt“ habe. Tatsächliche frühere False-Flag-Aktionen der US-Regierung bewiesen für das spezielle Ereignis gar nichts und machten seine Inszenierung nicht wahrscheinlicher. Eine gleichzeitige Sprengung aller Stützpfeiler des WTC 7 anzunehmen, sei nicht vernünftiger, als ihren Einsturz anzunehmen. Eine zusätzliche Sprengung des WTC 7 nach den beiden Türmen ergebe keinen Sinn, weil sie der erwünschten Wirkung der vorigen Sprengung nichts hinzugefügt hätte. Wer ein Flugzeug als Ursache der Einschlagsschäden beim Pentagon bestreite, müsse dessen Verbleib erklären. Wozu hätte die Regierung das vierte Flugzeug abschießen lassen sollen, wenn es ein von ihr geplantes Ziel anflog? Und warum hätte sie ihren Abschussbefehl verheimlichen sollen, statt sich zu rühmen, dass sie einen weiteren Anschlag vereitelt habe? Dies hätte der angenommenen Vertuschung der anderen geplanten Anschläge gedient. Griffin sei es nur gelungen, seine Irrationalität zu beweisen.
Der Politikwissenschaftler John C. McAdams betonte 2010 die Logik des common sense: Nur als verlässlich bekannte Fakten, zum Beispiel die Fotografie eines Arbeiters, der Sprengsätze im WTC 7 anbringt, wären Anlass, die offizielle Erklärung des 11. Septembers in Frage zu stellen. Selbst dann würde so ein Foto noch keine Verschwörung beweisen, weil es deren Zweck nicht verdeutliche. Die in Verschwörungsliteratur präsentierten Beweise seien darauf zu befragen, ob sie diesen Zweck erklären. Solange man sich nicht vorstellen könne, warum eine Verschwörung ein bestimmtes Detail ausführen wollte, sei dieses wahrscheinlich auch kein Beweis dafür.
Der Politologe George Friedman antwortete 2011 beiläufig auf die MIHOP-Theorie: Wäre die CIA zu diesen Taten fähig, dann bräuchte sie keine Rechtfertigung zum Beschneiden der Freiheit. Sie müsste dann die Leute nicht am Leben lassen, die die Wahrheit aufdeckten. Es sei erstaunlich zu glauben, der 11. September sei zum Zerstören amerikanischer Freiheiten geschaffen worden, doch die Verschwörer seien zu inkompetent, um diejenigen auszuschalten, die diese Verschwörung entdeckten und der Welt mitteilten. Eben weil es den Zweiflern auf die Absicht der CIA ankomme, sei es wichtig herauszustellen, dass die von ihnen angegebenen Motive keinen Sinn ergäben.
Der Buchautor Peter Davies verwies 2013 auf die Menge der Beteiligten, die etwa die Sprengungsthese erfordere: Hunderte hätten monatelang nachts die drei WTC-Gebäude für die Sprengung vorbereiten müssen, ohne entdeckt zu werden. Jeder beteiligte Mitarbeiter der Flugsicherung hätte wissen und verschweigen müssen, dass die vom Bildschirm verschwundenen Flugzeuge ersetzt oder ferngelenkt wurden. Manche Thesen machten Passagiere und Feuerwehrleute unter den Opfern zu Mittätern. Alle Wissenschaftler und Ingenieure, die die offizielle Version wider besseres Wissen unterstützten, müssten dann entweder an der Verschwörung beteiligt oder von den Verschwörern bestochen worden sein. Wie Noam Chomsky zu Recht betont habe, müsste jeder angenommene Beteiligte, von Bush bis zum einfachen Feuerwehrmann, lebenslang die Todesstrafe erwarten, falls nur einer von tausenden Mitwissern rede, und hoffen, dass niemand das für den Rest seines Lebens tun werde. Daher sei es gemäß dem Prinzip „Ockhams Rasiermesser“ einfacher, die 19 Attentäter als real anzunehmen.
Weitere Autoren demonstrieren die Anwendung dieses Prinzips am Beispiel der Sprengungsthese: Die Sprengsätze hätten zuvor genau dort angebracht sein müssen, wo die Flugzeuge einschlugen, zugleich aber vom Flugbenzin nicht vorzeitig gezündet werden dürfen. Die Piloten hätten die vorbereiteten Stellen genau treffen müssen. Alle Mitwisser und Ermittler hätten die Sprengstoffspuren gemeinsam und koordiniert vertuschen müssen, um die Öffentlichkeit zu täuschen. Diese Erklärung wäre im Vergleich zur offiziellen Version viel zu kompliziert.

### Methodenkritik
Michael Shermer (2005) verglich 9/11-Verschwörungstheorien mit Holocaustleugnung: Beide glaubten im Kern, eine Handvoll unerklärter Anomalien könne eine gut etablierte Theorie untergraben. Alle „Beweise“ der Truther verfielen diesem Grundfehler. Stephen Prince bestätigte: Wesentlich für ihr Denkmuster sei die Vorliebe für Anomalien. Keine davon nenne echte Beweise, sondern nur Widersprüche in Zeugenaussagen oder Seltsamkeiten in Videos und Fotografien. Der vorgefassten These widersprechende rationale Erklärungen würden abgelehnt. Noam Chomsky kritisierte: Jeder, der nur etwas von Wissenschaft verstehe, verwerfe die von Verschwörungstheoretikern vorgelegten Beweise sofort. Es gebe immer Zufälle und unerklärte Phänomene, selbst bei wissenschaftlichen Experimenten.
James B. Meigs, Herausgeber von Popular Mechanics, sprach 2006 von einer „Verschwörungsindustrie“ zum 11. September mit eigener Literatursparte und beschrieb einige ihrer Methoden:
- Marginalisieren gegenteiliger Darstellungen: Die typische Rhetorik einer „offiziellen Version“ unterstelle, sämtliche verfügbaren vielfältigen Quellen (Medienberichte, unabhängige Universitäts- und Laborstudien, Institutsuntersuchungen, Augenzeugenberichte, Bild- und Schriftdokumente, Eigenaussagen der Täter usw.) seien Produkt einer kleinen Gruppe in der US-Regierung.
- Konzentration auf wenige Anomalitäten. Dass in der Masse der Belege auch einige bisher unerklärte Details seien, wundere nicht. Daraus folgere Verschwörungsdenken jedoch stets nur eine mögliche Erklärung.
- Konzentration auf frühe, fehlerhafte Medienberichte, ohne deren spätere Korrekturen zu beachten. Gleichzeitig enthielten hunderte Bücher verschwörungstheoretischer Autoren so viele Fehler und Irrtümer, dass kaum eines davon die Standards für einen Aufsatz in einem Fachjournal erfülle.
- Ständiges Wiederholen von entkräfteten Behauptungen, selbst wenn die Widerlegung im Internet allgemein zugänglich ist.
- Zirkuläres Begründen: Fehlende Belege würden als Beweis für eine Verschwörung genommen. Bei vorhandenen Belegen werde ihre Beweiskraft bestritten, ja oft würden sie als Beweise für das Gegenteil genommen (so im Fall der Funde von Mohammed Attas Mietwagen, Koffern, Testament und Reisepass). So werde jeder Beleg in die vorgefasste Theorie integriert. Physische Beweise würden mit dem Hinweis auf Motive, Mittel und Möglichkeiten der US-Regierung weggewischt. Weil man schon wisse, wem die Schuld zu geben sei, würden Beweise optional.
- Dämonisieren: Da die führenden Experten die Verschwörungsthesen zum 11. September verwerfen, bleibe deren Vertretern nur, sie früh und oft als Opfer von Anpassungsdruck oder als Marionetten der Regierung anzugreifen. Je mehr Widerspruch ihre Thesen fänden, umso mehr Gegner müssten sie als Teil der Verschwörung darstellen.
- Paranoider Stil: Gemäß Richard Hofstadters Analyse (1964) kennzeichne Verschwörungstheorien abgesehen von ihren Inhalten ein bestimmter rhetorischer Stil von Übertreibung, Verdächtigung und maßloser Fantasie. Das gelte auch für die 9/11-Verschwörungsthesen.[292]

Der Politikwissenschaftler Stephen M. Walt (2010) stellte heraus: Wie frühere Verschwörungstheorien auch schrieben die zum 11. September einer kleinen Elite enorme Macht zu, viele Institutionen zu kontrollieren, ohne die Art dieser Kontrolle zu erklären. Immer sei „die Regierung“ für sie irgendwie verwickelt. Sie missachteten das Prinzip, einfache direkte Erklärungen zu bevorzugen („Ockhams Rasiermesser“), zugunsten komplizierter Konstrukte, die widersprechende Belege wegerklären sollten. Sie stellten die Welt viel organisierter und konsistenter dar, als sie sei, und pressten dazu oft unverbundene Phänomene in ein größeres Muster. Selbst das Fehlen von Beweisen dafür nähmen sie als Bestätigung ihrer Theorie. Je vager diese sei, umso schwerer sei sie zu widerlegen. Dagegen habe der Kreis der Neokonservativen den Irakkrieg und Sturz Saddam Husseins ganz offen befürwortet und angekündigt. Das könne daher nicht als Verschwörung dargestellt werden. Vielmehr erschwerten solche Theorien sachliche Kritik an diesem Kreis und seinen Zielen.
Stephen Carey (2011) nannte 9/11-Verschwörungstheorien als Musterbeispiel für einen Zirkelschluss in der Pseudowissenschaft: Aus einigen unaufgeklärten Anomalien würden gänzlich unbelegte Theorien gefolgert, für die jene Anomalien dann wieder als Beweise dienten, ohne andere mögliche Erklärungen zu erwägen. So werde ohne empirische Belege eine Beweisführung vorgetäuscht.

### Kritik antisemitischer Tendenzen
Jene 9/11-Verschwörungstheorien, die Juden in der US-Regierung und Israelis als Täter beschuldigen, werden als antisemitisch eingestuft. Tobias Jaecker (2004), Wolfgang Wippermann (2007) und Jasmin Waibl-Stockner (2009) finden in den Publikationen von Bröckers, Bülow und Wisnewski antisemitische Stereotype und auffällige Analogien zu den „Protokollen der Weisen von Zion“, der traditionellen Verschwörungstheorie eines Weltjudentums. Der Rechtsextremismusforscher George Michael (2006) beurteilt diese Theorie als Bindeglied zwischen westlichen Rechtsextremisten und arabischen Islamisten. Der Dokumentarfilmer Mark Levin führt auch die These von 4000 Juden, die dem WTC am Tag der Anschläge angeblich fernblieben, auf die „Protokolle“ zurück.
Jovan Byford findet auch in gängigen 9/11-Verschwörungsthesen Strukturanalogien zu antisemitischen Thesen und kritisiert, das 9/11-Truth-Movement grenze sich mangelhaft von Antisemiten darin ab. Die Anti-Defamation League (ADL) beschrieb 2011 die zehnjährige Konstanz und Entwicklung antisemitischer 9/11-Verschwörungstheorien. Sie kennzeichneten aber nur einen Teil des 9/11-Truth-Movements. Die These von 4000 vorgewarnten jüdischen WTC-Mitarbeitern sei zurückgetreten, aber jene Thesen, die Mossad-Agenten und jüdische Neokonservative als Täter behaupten, seien nach wie vor aktuell. Sie würden nicht nur von Rechtsextremisten der American Free Press verbreitet, sondern vor allem von Gegnern Israels wie Gordon Duff, Alan Sabrosky (beide Autoren der Webseite „Veterans Today“), James Fetzer („Scholars for 9/11 Truth“) und Kevin Barrett (Webseite „Truth Jihad“). Ihre Thesen sprächen konstant von einer „Israellobby“ und verknüpften die Behauptung eines von Israel gelenkten false-flag-Verbrechens mit Israels Verhalten gegenüber den Palästinensern. Oliver Kamm (The Times) sieht 9/11-Verschwörungstheorien insgesamt als inhärente, nicht nur zufällige Bedrohung für Juden, weil ihre Vertreter weitere ungewöhnliche Fakten früher oder später mit vertrauten Mustern erklären müssten, also Juden die Schuld gäben. Als Beispiel nannte er James Fetzers Behauptung zum Amoklauf in Sandy Hook.

### Sozialwissenschaftliche Erklärungen
Alexander Cockburn (2006) kritisierte den Einfluss von 9/11-Verschwörungstheorien in der amerikanischen Linken. Sie hätten die Orientierung an marxistischer Gesellschaftskritik durch diffuses Misstrauen ersetzt und damit die Antikriegsbewegung entscheidend geschwächt. Statt auf ökonomische Interessen führten sie die Regierungspolitik auf kleine Geheimzirkel zurück. Ihre „prinzipielle Idiotie“ sei „ihr inbrünstiger und geradezu grotesker Glaube an die amerikanische Effizienz.“ Dass sie die Anschläge „Arabern in Höhlen“ nicht zutrauten, beruhe oft auf Rassismus. Dasselbe Vorurteil habe bewirkt, dass die erklärten Absichten der Täter nicht ernst genommen wurden, und so die ungestörte Planung der Anschläge ermöglicht. Hinter den Pannen der Luftabwehr geheime Absicht zu vermuten, offenbare Unkenntnis vieler Militäraktionen, die wegen Dummheit, Feigheit, Bestechlichkeit oder Zufällen fehlgeschlagen seien. Cockburn stellte logische Widersprüche zwischen einzelnen Thesen heraus, etwa dass ein Raketenangriff auf das Pentagon, während sich das entführte Flugzeug näherte, die angeblich geplante Täuschung nur erschwert hätte. Solche Konstrukte könnten nicht beweisen, dass Bush und Cheney allmächtige Verbrecher seien, die das gesamte Geschehen an diesem Tag kontrolliert hätten: Es sei ihnen ja nicht einmal gelungen, dem Irak die Massenvernichtungsmittel unterzuschieben, mit deren angeblicher Existenz sie den Krieg rechtfertigten. Erfundene Verschwörungen lenkten von realen Verschwörungen in den USA ab, etwa gegen Arme.
Glenn Greenwald (2007) zufolge spiegeln 9/11-Verschwörungstheorien nur die Weltsicht von Bush und seinen Anhängern. Beide reduzierten komplexe Vorgänge auf den simplen Gegensatz von Gut gegen Böse und beanspruchten damit moralische Gewissheit für sich. Dabei gäben sie sich der Illusion hin, so die Welt besser verstehen und sich darin zurechtfinden zu können. Solche Erklärungsmuster seien immer falsch und nie hilfreich zum Verstehen der Realität.
Karsten Wind Meyhoff (2008) nannte drei Hauptziele der 9/11-Verschwörungstheorien: 1. Sie sollten die aktuellen politischen und institutionellen Strukturen der USA radikal in Frage stellen, die Machtordnung stören und tiefes Misstrauen gegen die Regierung wecken, letztlich um das gegenwärtige System zu ersetzen. 2. Sie sollten die Erinnerung an den 11. September wachhalten, die Ereignisse fortlaufend reflektieren und so eine Art Trauerarbeit leisten. 3. Sie sollten kritische Distanz zu den Medien erzeugen und lehren, dass diese ihre Fakten oft mit bestimmten Absichten und Interessen anbieten. So könne das Nachdenken über diese Theorien zum kritischen Umgang mit den Ereignissen selbst beitragen.
David Altheide (2009) erklärt 9/11-Verschwörungstheorien als „Gegenerzählungen“ zur erfolgreichen Regierungspropaganda für den Antiterrorkrieg. Beide folgten derselben medialen, Angst erzeugenden und von Angst getriebenen Logik. Einerseits griffen Kritiker der hegemonialen Propaganda traditionell auf andere Quellen als die etablierten Massenmedien zurück, heute vor allem das Internet. Andererseits folgten sie ähnlich routinierten Linien und ließen sich von den abgelehnten Medien die Stichworte liefern. Diese Interaktion zeige, wie die dominante Medienkultur das Kommunikationsverhalten und die Themen beider Seiten kontextualisiere. Den Vertretern von Gegennarrativen genüge es, verschiedenste Ereignisse als Teile eines Geheimplans zu verknüpfen, weil diese Theorie für sie kohärent sei. Daher seien ihnen fehlende Erklärungen unwichtig, etwa wie Sprengstoff wochenlang unbemerkt in die WTC-Gebäude transportiert, dort angebracht und getarnt werden konnte.
Lawrie Reznek (2010) erklärte die Verbreitung der 9/11-Verschwörungstheorien sozialpsychologisch: Ihre Anhänger folgerten aus dem Versagen der Regierung, dass sie selbst für die Anschläge verantwortlich sei. Das sei für sie beruhigender, weil man dann aufräumen und so Normalität wiederherstellen könne. Mit der Eigensicht, nur wenige intelligente Leute könnten den Nebel der Ignoranz durchblicken, den die Verschwörer über die Masse geworfen hätten, bestätigten sie sich selbst ihrer Überlegenheit.
Für Thomas Reinacher (2013) hat das Internet nicht nur die Verbreitung, sondern auch die Erzeugung und Zusammenstellung von 9/11-Verschwörungstheorien und somit die Organisation des 9/11-Truth-Movements ermöglicht. Die Bezeichnung seiner Anhänger als „Verschwörungstheoretiker“ sei eine Fremdzuschreibung der etablierten Printmedien, während das Netz einen eigenen Wissensraum für die Eigenwahrnehmung als „alternative Forschung“ biete. So könne nun jeder Dilettant buchstäblich über Nacht solche Theorien aus anderen Webseiten zusammenbasteln. Auch die Konzentration auf einige Dutzend immer gleiche Kernpunkte sei Ergebnis des Internets. Netzkommunikation könne die Erkenntnistheorie gravierend verändern und Verschwörungstheorien einen konkurrenzfähigen Anspruch auf Realitätskonzepte verschaffen. Ob derartige Reaktionen auf den 11. September qualitativ neu sind und ob das Netz sie bewirkt hat, sei jedoch umstritten, da etwa die Verschwörungstheorien zum Attentat auf John F. Kennedy statistisch höhere Zustimmungsraten erreicht hätten.
Alexander Riley betonte (2015): 9/11-Verschwörungstheorien bezögen ihre Popularität zum Teil aus realen Verschwörungen westlicher Regierungen. Ihre Tatsachenbehauptungen seien meist leicht zu widerlegen, wie es Popular Mechanics beispielhaft demonstriert habe. Sie spiegelten jedoch wie bei früheren katastrophischen Ereignissen ein radikales Gefühl der eigenen Macht- und Wirkungslosigkeit. Das für sie typische Verknüpfen von nicht aufeinander bezogenen Ereignissen lasse sich daher als Versuch deuten, die Komplexität der postmodernen Welt zurückzuweisen.